# فرش شرقی
قالی شرقی یا فرش شرقی نامی عمومی برای فرش‌های بافته شده در مناطق مختلف در «مشرق زمین» است. د
فرش شرقی می‌تواند به صورت پرزدار یا تخت بافته شود. فرش شرقی از موادی چون ابریشم، پشم و پنبه بافته می‌شود و اندازه اش از اندازه یک بالش تا اندازه اتاق‌های بسیار بزرگ متغیر است. از قرون وسطی به بعد فرش شرقی بخش مهمی از فرهنگ مشرق زمین و نیز اروپا و آمریکای شمالی شده‌است.
از لحاظ جغرافیایی فرش‌های شرقی در منطقه‌ای با عنوان «کمربند فرش» بافته می‌شودند که از مراکش در شمال آفریقا و خاورمیانه تا آسیای مرکزی و شمال هند ادامه دارد. این محدوده شامل کشورهایی مانند چین، تبت، ترکیه، ایران، در شمال، مغرب در سمت باختر، قفقاز در شمال و هند و پاکستان در جنوب می‌شود. مردم از فرهنگ‌های مختلف، کشورها و گروه‌های نژادی و مذهبی متنوع درگیر در تولید فرش شرقی هستند. با توجه به این که برخی از این کشورها جزو کشورهای اسلامی هستند ممکن است اصطلاح «فرش اسلامی» هم در این زمینه به کار رود.
در سال ۲۰۱۰ «مهارت‌های سنتی فرش بافی» در استان Fārs, و شهر کاشان و «هنر سنتی فرش بافی آذربایجان» در جمهوری آذربایجان به عنوان میراث فرهنگی ناملموس جهانی یونسکو ثبت شدند.

## منشأ فرشهای گره دار
آغاز قالی بافی ناشناخته باقی مانده چرا که در طول تاریخ فرش‌ها دوام نیاورده و تخریب شده‌اند. بافته‌های بسیار قدیمی از جنس نمد هستند و با تکنیک خاص انباشت پود در قالب نمد ساخته شده‌اند.
فرش‌های تخت (بدون پرز) از تار و پود بسیار متراکم ساخته می‌شوند.

### شواهد تاریخی از منابع کهن
احتمالاً قدیمی‌ترین متون اشاره‌کننده به فرش در قالب خط میخی در لوح‌های گلی از آرشیو سلطنتی شهر ماری هستند که از هزاره دوم قبل از میلاد باقی مانده‌اند. در زبان اکدی برای فرش کلمه mardatu و برای بافندگان فرش kāşiru به کار رفته که از شغل‌های دیگر مانند گونی سازان (sabsu یا sabsinnu) متمایز می‌شوند.
مستندانی مبنی بر استفاده یونانیان از فرش در منابع قدیمی وجود دارد.
حدود ۴۰۰ سال قبل از میلاد زنوفون نویسنده یونانی در کتاب خود با نام "nabasis" به فرش اشاره کرده‌است.

### پازیریک: قدیمی‌ترین فرش باقیمانده
قدیمی‌ترین و شناخته شده‌ترین فرشی که به صورت گره دار و با دست در قالب فرش بافته شده و هنوز بقایای آن باقی‌مانده فرش پازیریک است که در دهه ۱۹۴۰ توسط باستان‌شناس سرگئی رودنکو و تیم همراه کشف شد و مربوط به قرن ۵ قبل از میلاد است. این فرش بخشی از هدایای درون یک قبر بود که توسط یخ منجمد محافظت شده بود. قبر از بقایای دوران سکاها بود و در دره Pazyryk در کوه‌های آلتایی در سیبری کشف شد. ریشه فرش پازیریک مورد بحث است و بسیاری از کشورها آن را به خود نسبت می‌دهند

### قطعاتی از ترکستان، سوریه، عراق و افغانستان

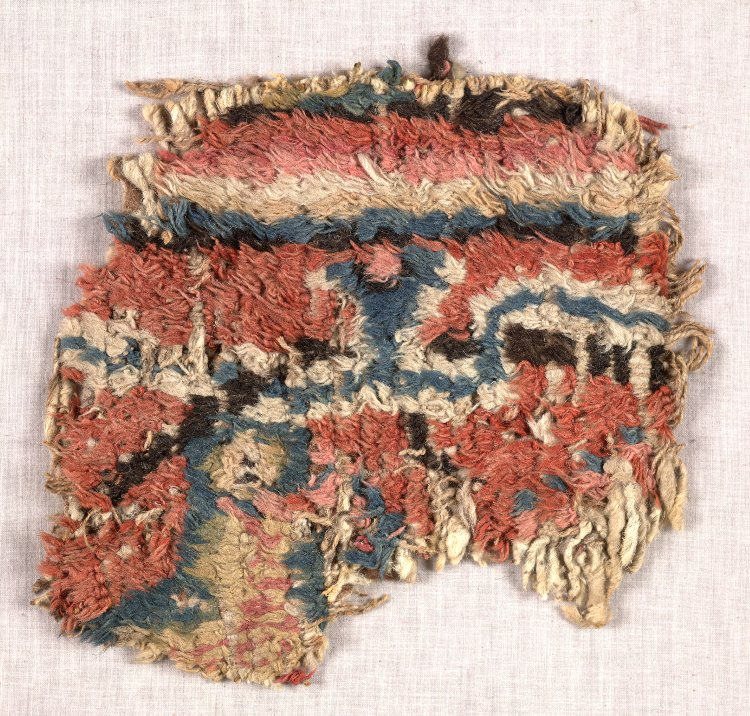
فرش قطعه Loulanبا استان سین کیانگ چین مورخ ۳–۴ قرن. موزه بریتانیالندن

اورل اشتاین کاشفی بود که گلیم‌هایی مربوط به حداقل سده چهارم یا پنجم میلادی در Turfan در ختن در شرق ترکستان چین، منطقه‌ای که هنوز به تولید فرش مشهور است کشف کرد.

قطعاتی از فرش در شمال شرقی افغانستان در ناحیه ولایت سمنگان به دست آمده که آزمایش کربن-۱۴ قدمت آن‌ها را به قرن دوم تا اوایل ساسانی می‌رساند. وجود بخش‌هایی از حیوانات مانند گوزن و موجودات بالدار، این فرش‌ها را به فرشک پازیریک شبیه می‌کند. این قطعات در حال حاضر در مجموعه آل صباح در دارالازهر کویت نگهداری می‌شوند.

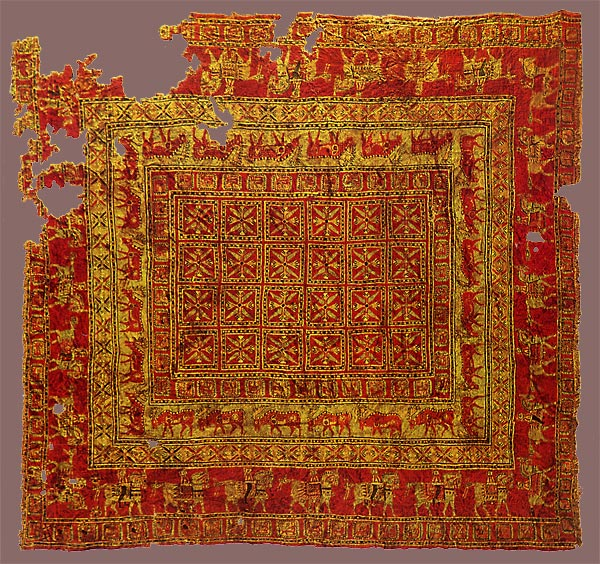
این فرش پازیریک. در حدود ۴۰۰ سال قبل از میلاد. موزه هرمیتاژ
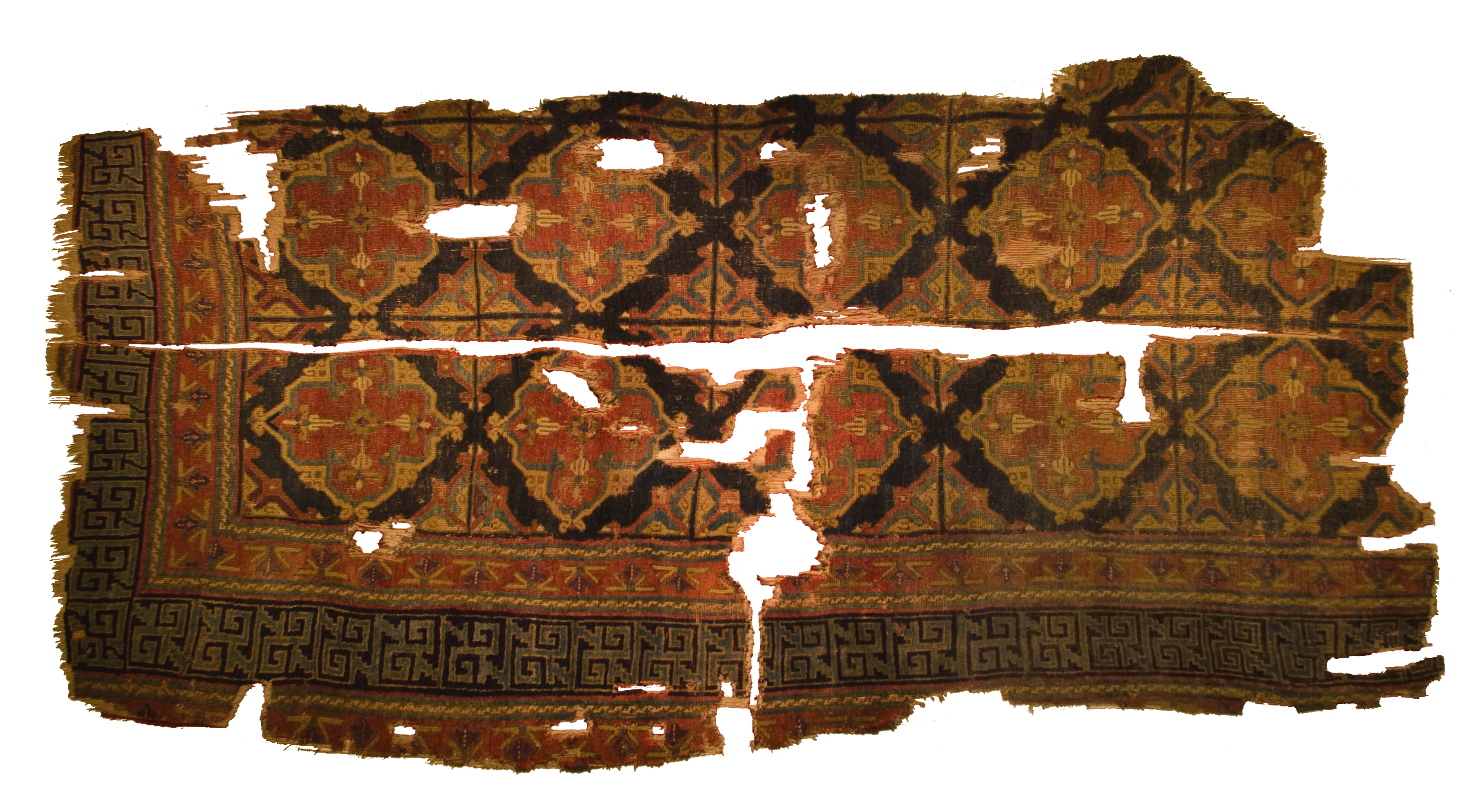
فرش قطعه از Eşrefoğlu مسجدبا Beysehirترکیه. Seljuq دوره قرن 13th.
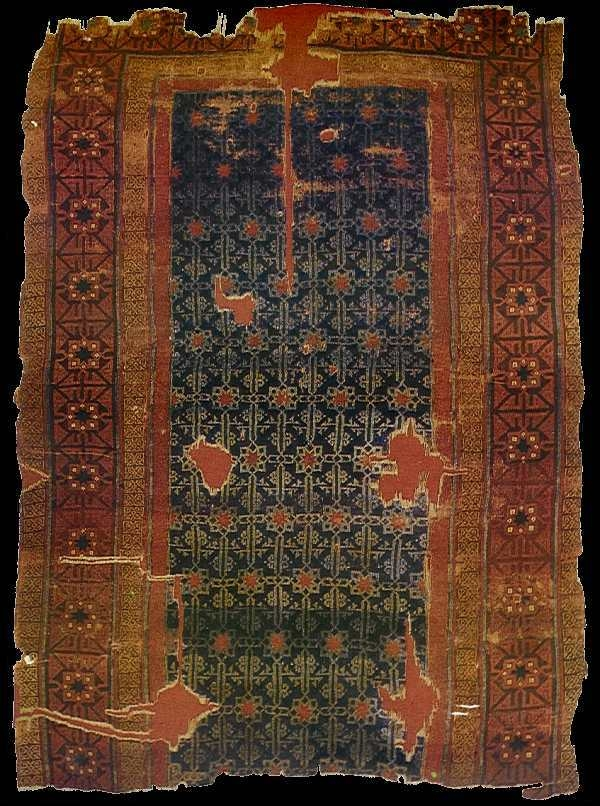
Seljuq فرش، 320 x ۲۴۰ سانتی متر از علاءالدین مسجد قونیه قرن 13th
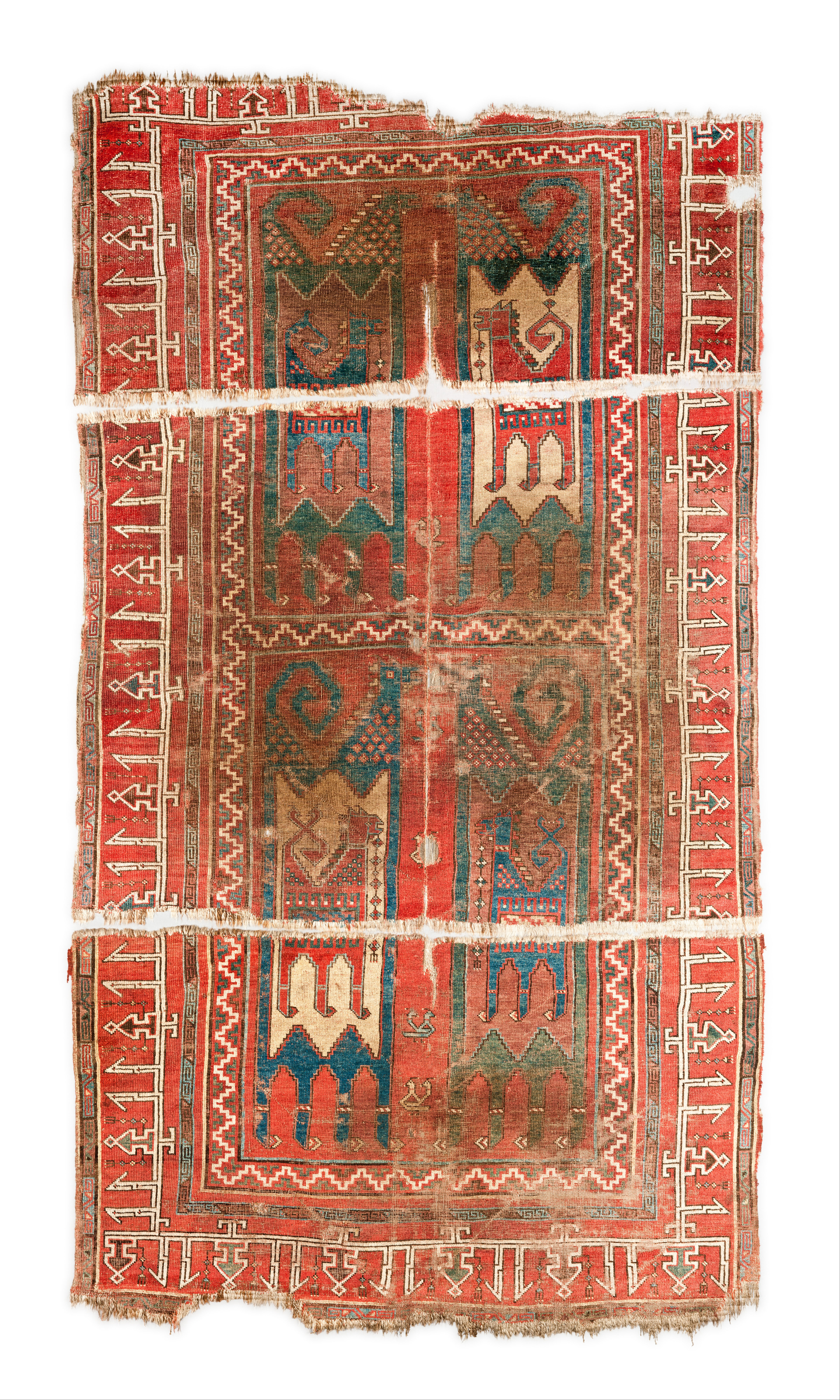
حیوانات، فرش‌های ترکیه مورخ 11–13th قرن، موزه هنر اسلامی دوحه

## تولید

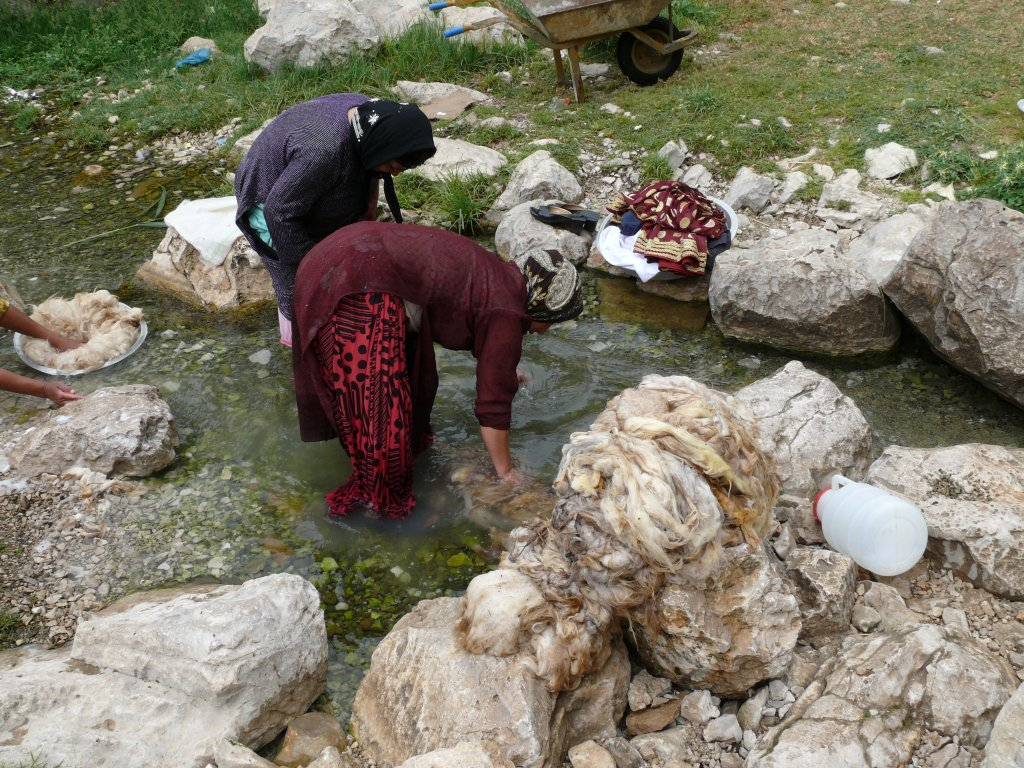
زنان قشقایی در حال پشم شویی در سراب بهرام در استان فارس.

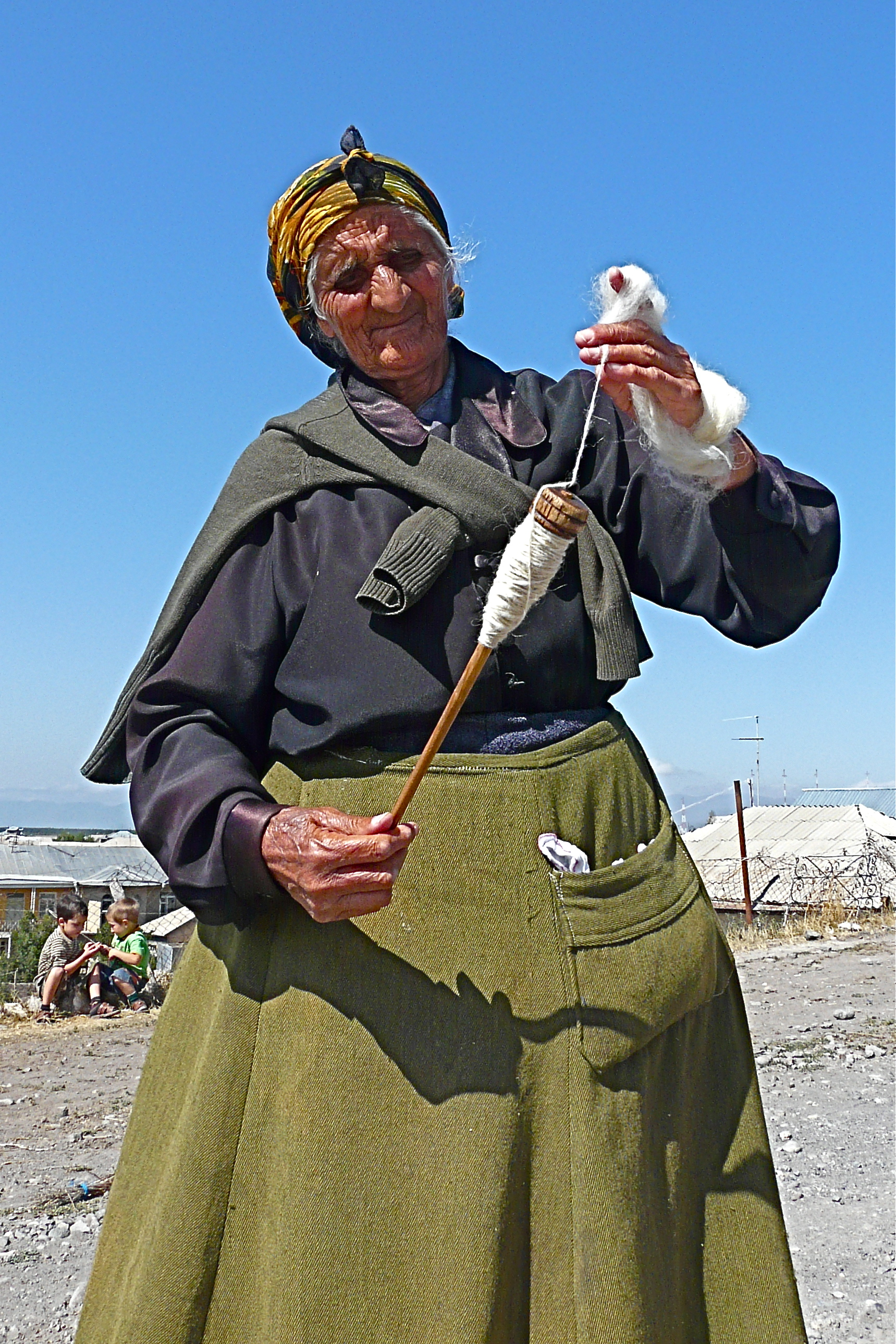
زن ارمنستانی در حال دوک ریسی در Noraduz ارمنستان

فرش شرقی با دست و با تارهایی از مواد طبیعی بافته می‌شوند. به همین دلیل این نوع فرش کاملا طبیعی و دستبافت می باشد.

### مواد
مواد مورد استفاده در فرش بافی شرقی و ترکیب آن‌ها متفاوت است. عمدتاً پشم گوسفند و بز و گاه شتر منبع اصلی نخ و مواد فرش است. ممکن است موی اسب هم به کار رود. پنبه و ابریشم دو ماده اصلی دیگر برای تولید فرش هستند.

### ریسندگی

S-پیچ و تاب و Z-پیچ و تاب نخ

الیاف پشم و پنبه و ابریشم یا با دست یا ابزار مکانیکی مانند چرخ نخ ریسی به شکل‌های مختلف تابیده می‌شوند.

### رنگرزی

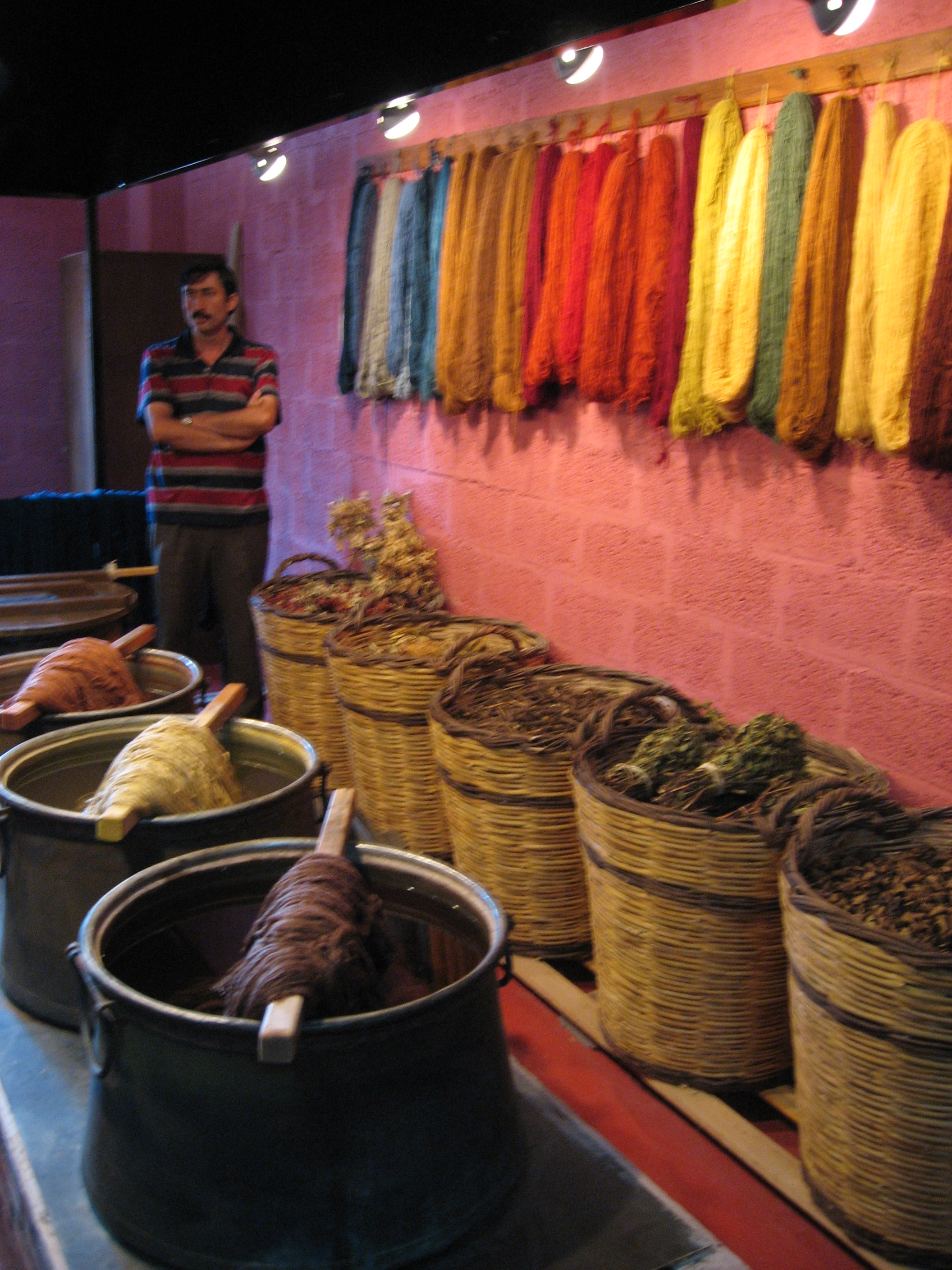
به‌طور طبیعی رنگ پشم در ترکیه تولید فرش

فرایند رنگرزی شامل غوطه ور کردن نخ در رنگ مناسب است که در ادامه باید نخ‌های رنگ شده خشک شوند.

#### رنگهای گیاهی
رنگهای سنتی که استفاده می‌شود برای فرش‌های شرقی، از گیاهان و حشرات طبیعی به دست می‌آیند. 

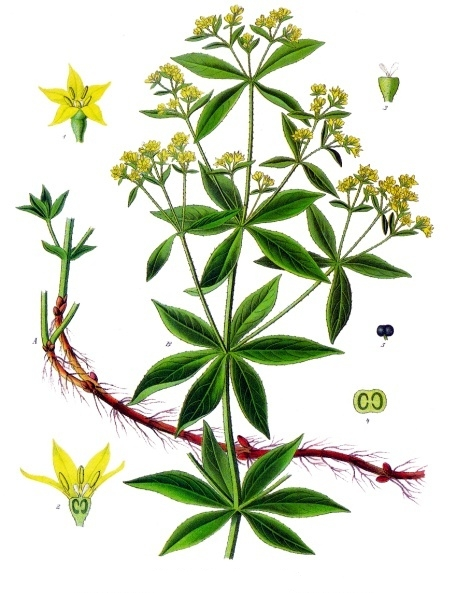
Madder (Rubia tinctorum) گیاه
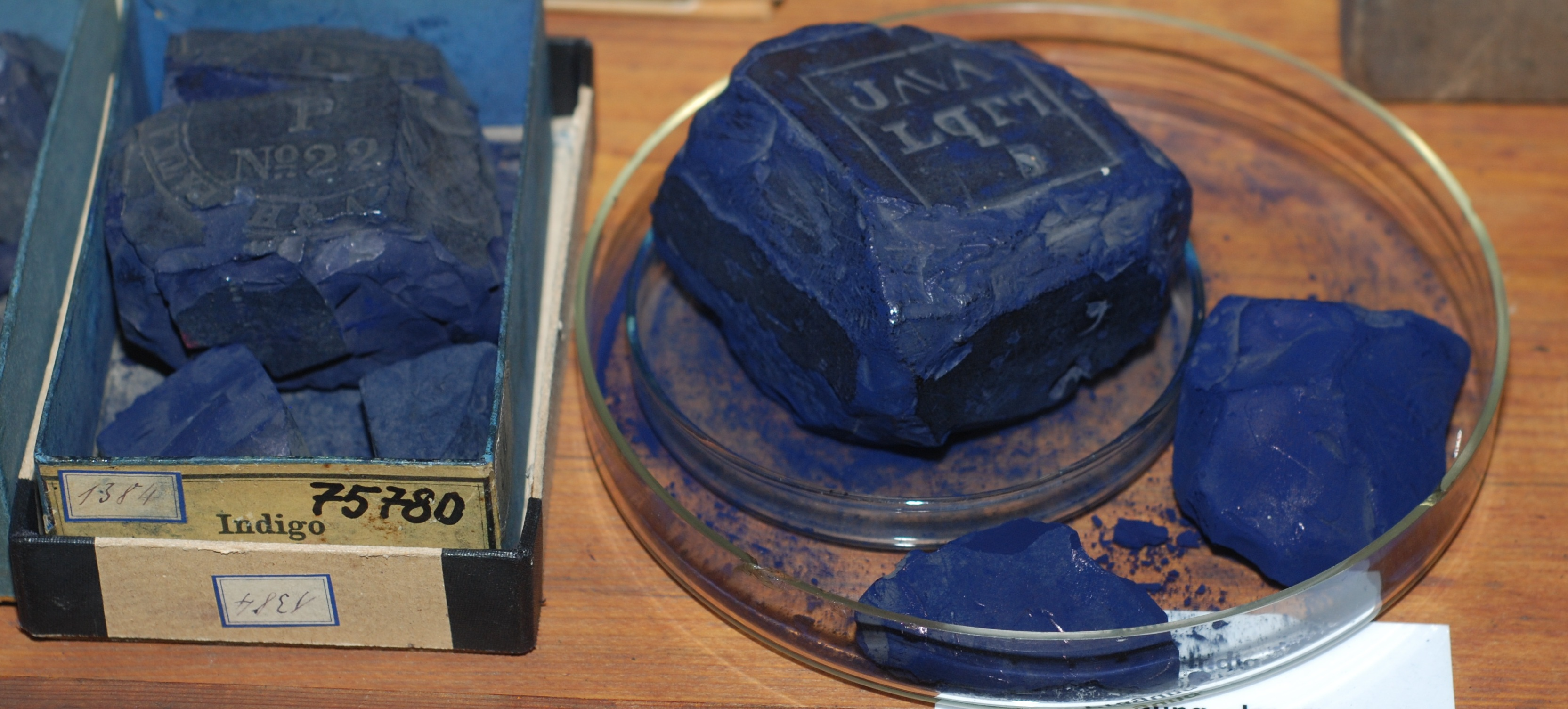
نیلی تاریخی رنگ مجموعه‌ای از درسدن دانشگاه تکنولوژیآلمان
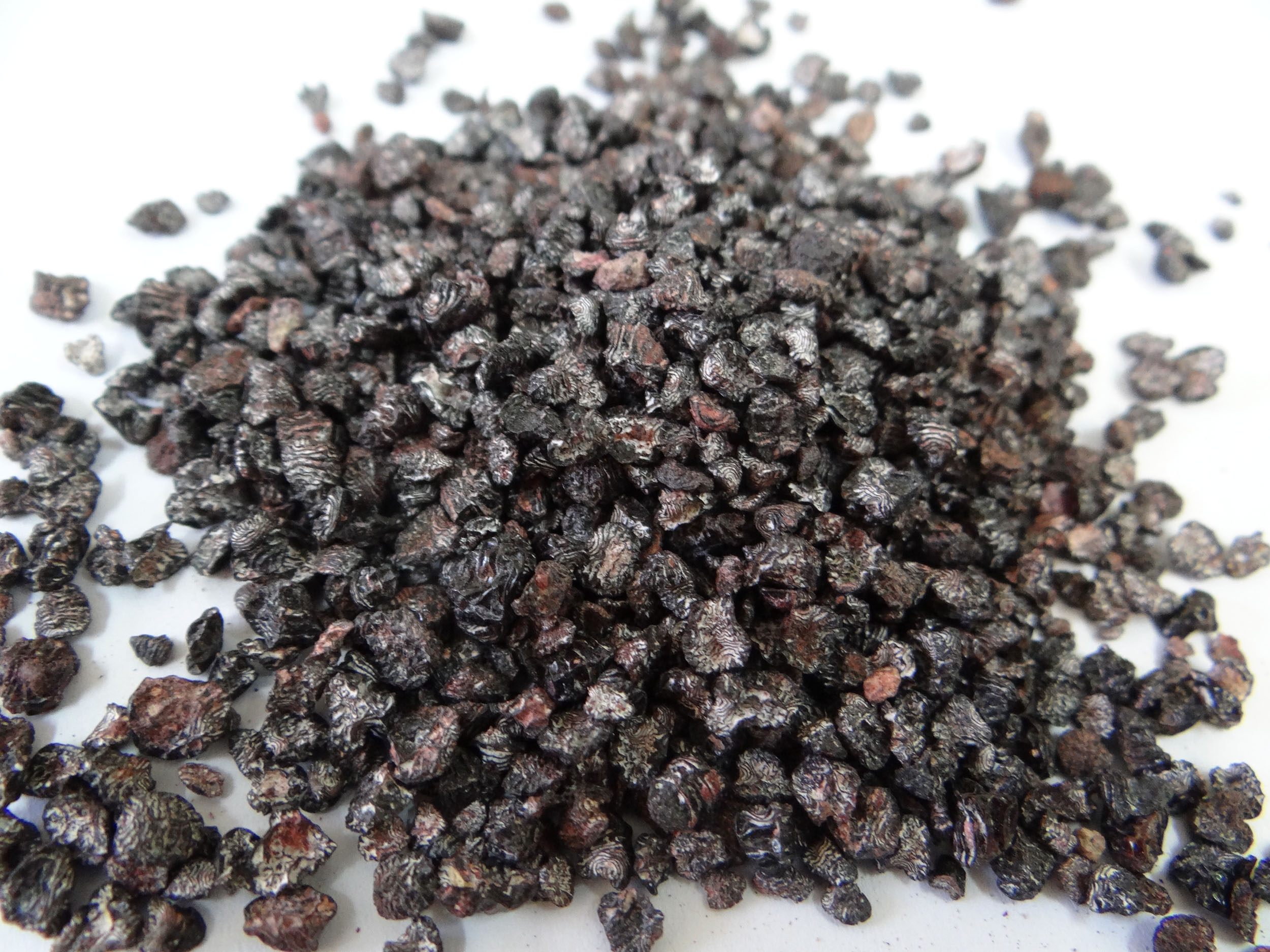
Kermez (Coccus cacti) شپش
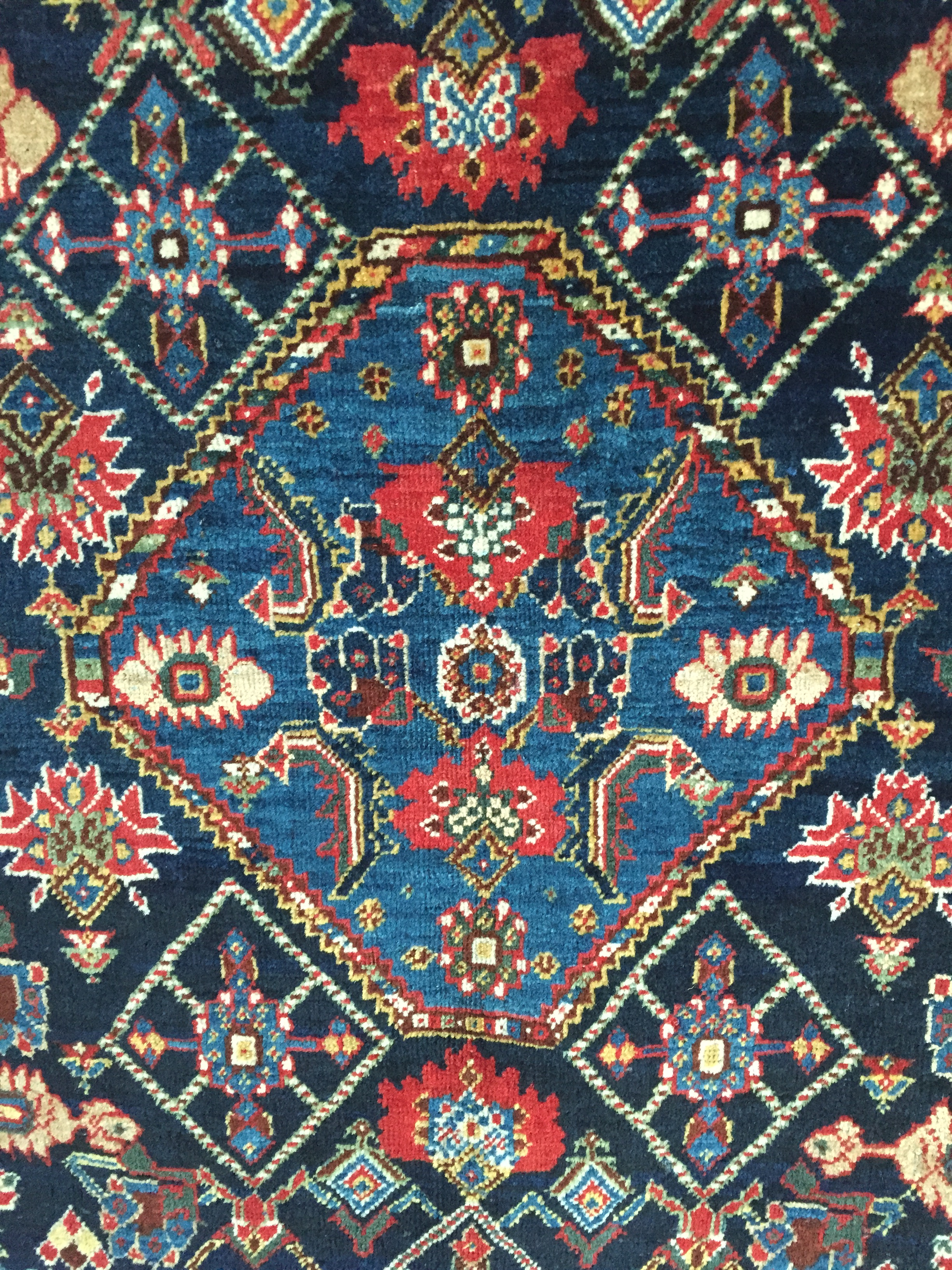
بخش (مرکزی ترنج) از جنوب فرش احتمالاً قشقایی در اواخر قرن ۱۹ نشان نامنظم آبی رنگ (ابرش)

### ابزار
انواع ابزارها برای ساخت فرش دستباف مورد نیاز است. یک دستگاه ریسندگی افقی یا عمودی چارچوب مورد نیاز برای برپا کردن پود فرش است (دار قالی) و ابزارهای متعدد دیگر مانند قیچی و شانه در فرشبافی کاربرد دارند.

#### دار افقی
عشایر معمولاً با استفاده از یک دار افقی فرش بافی می‌کنند که در حالت ساده یک چارچوب ساده است.

#### دار عمودی
دارهای عمومدی از نظر فنی پیچیده‌تر هستند و در روستاها و شهرها به کار می‌روند.

سه نوع کلی دار عمودی بافندگی وجود دارد: دار ثابت روستایی، دار تبریز یا Bunyan و دار غلتکی.

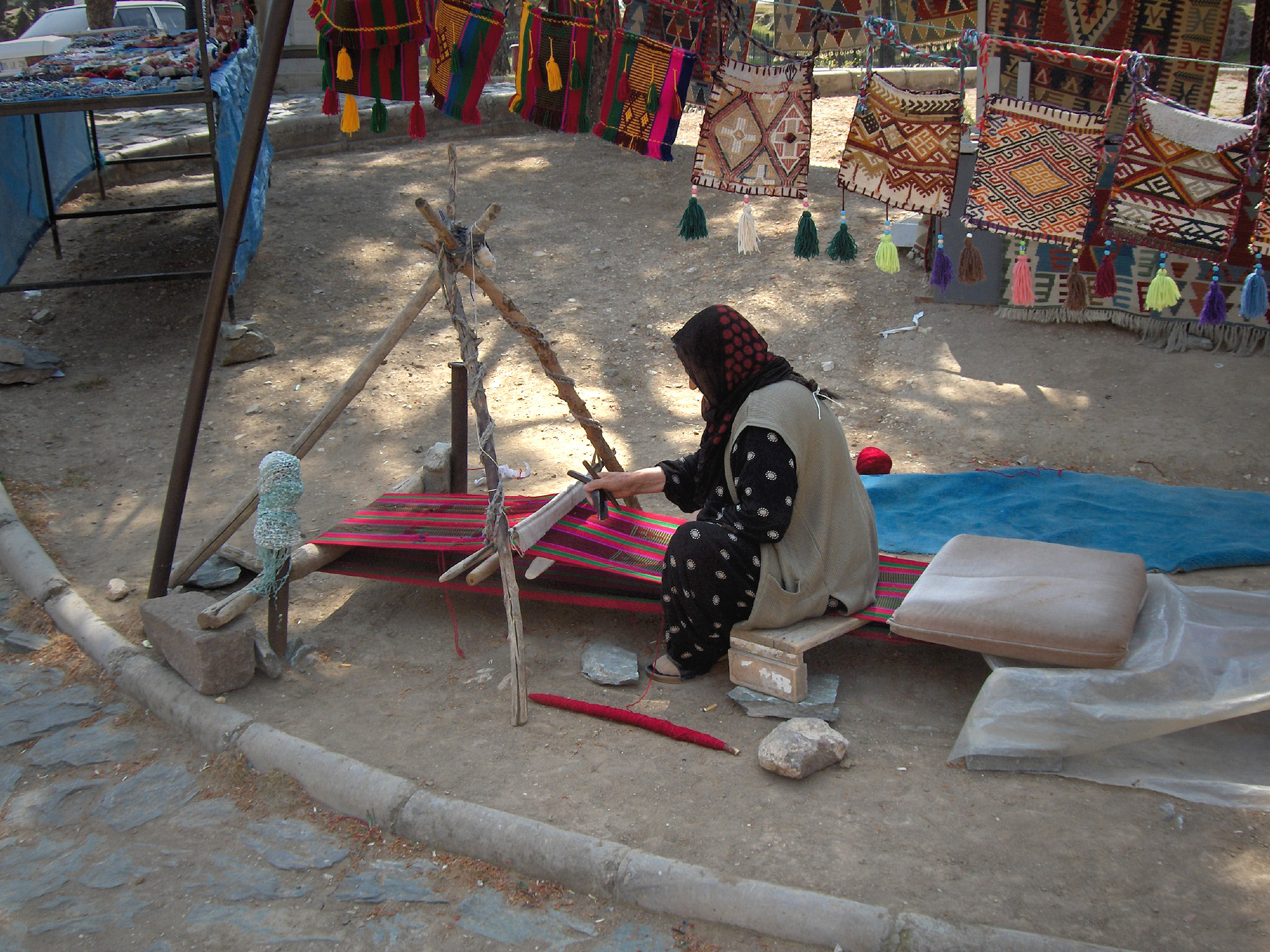
افقی nomad برچسبها
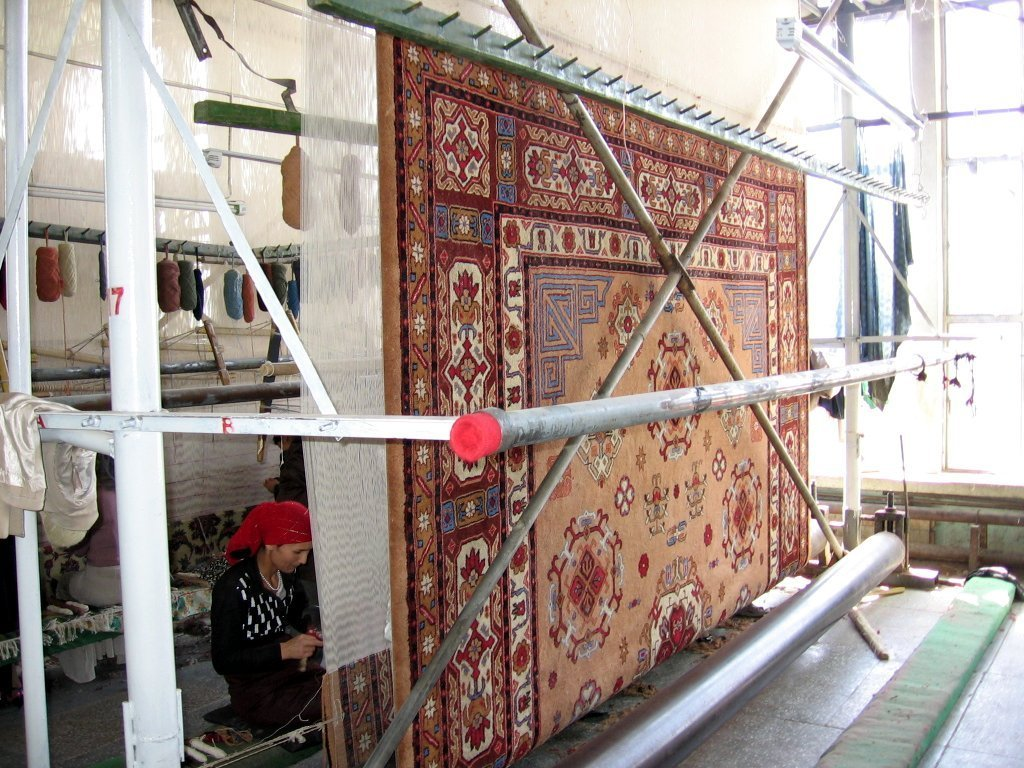
عمودی کارخانه بافندگی
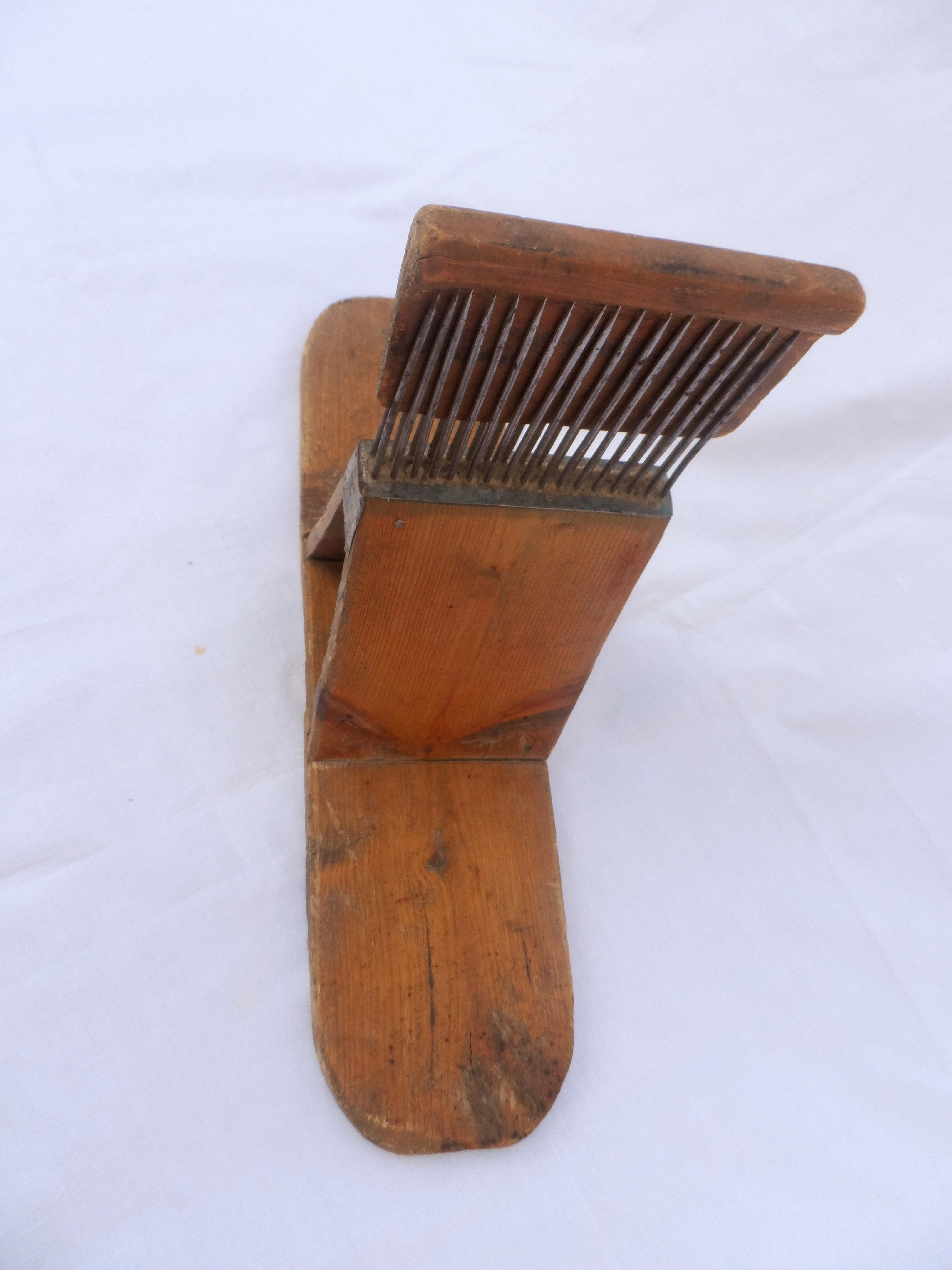
شانه شخص برتر از اقران

### تار پود و پرز
تار و پود اساس فرش بافی هستند. پرز هم در فرش‌های برجسته (قالی) کاربرد دارند.
| تار    | پود    | پرز    | محل استفاده          |
| ------ | ------ | ------ | -------------------- |
| پشم    | پشم    | پشم    | فرش عشایری و روستایی |
| پنبه   | پنبه   | پشم    | فرش تولیدی           |
| ابریشم | ابریشم | ابریشم | فرش تولیدی           |
| پنبه   | پنبه   | ابریشم | فرش تولیدی           |

فرش‌های بافت ایران مرکزی در شهرهایی مانند کاشان، اصفهان، قم و نائین، دارای بافت متارکم و در نتیجه وزن زیاد هستند.

### گره
گره فرش با دست بافته می‌شود. فرش آناتولی از گره ترکی استفاده می‌کند.
بیشترین فرش‌های ایران از گره فارسی استفاده می‌کنند. این که گره‌ها به چپ یا به راست بافته شده‌اند با لمس دست روی گره مشخص می‌شود.
گره جفتی نو دیگری از گره است که به صورت متقارن یا غیر متقارن بافته می‌شود.

#### تعداد گره

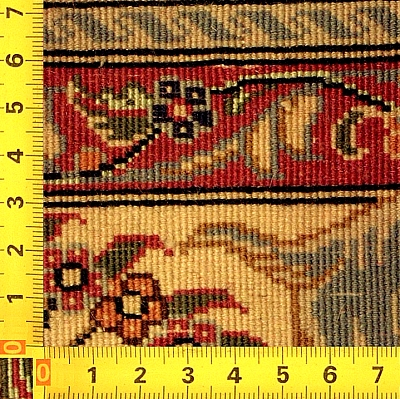
پشت یک فرش قم فرش با گره پر چگالی.

تعداد و تراکم گره‌های فرش با تعداد گره در هر اینچ مربع (kpsi) یا در هر دسیمتر مربع سنجیده می‌شود.

### تکمیل
با پایان بافت فرش، لازم است پودها قیچی شوند و از دار قالی پائین آورده شود. در این حال فرش قابل استفاده است.

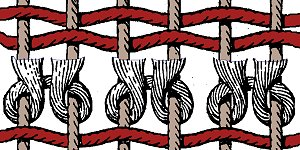
ترکی (متقارن) گره
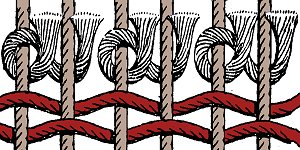
فارسی (نامتقارن) گره باز به سمت راست.
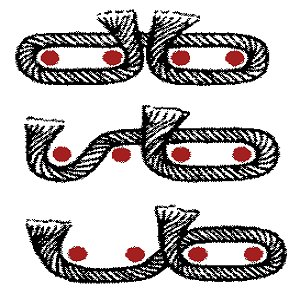
انواع "Jufti" گره بافته شده در اطراف چهار تار
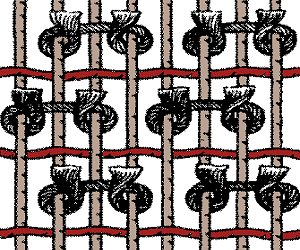
مورب یا افست پیچیدگی
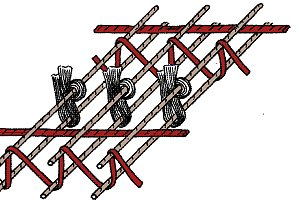
بافندگی با یک پیچ و تاب افسرده
بافندگی نامتقارن گره باز به سمت راست.
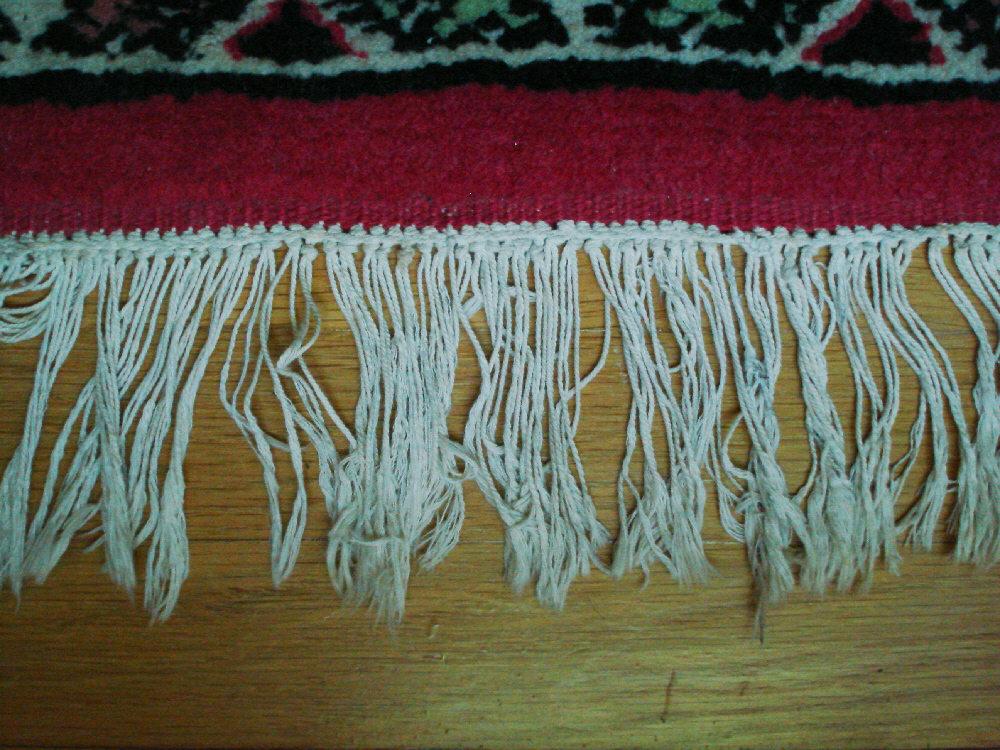
Kilim پایان و حاشیه

## طراحی
فرش‌های شرقی طرح‌های بسیار متنوعی دارند اما عناصر طراحی شرقی در آن‌ها قابل شناسایی است. هر گره فرش می‌تواند معادل یک «پیکسل» از یک تصویر باشد. بافندگان و طراحان ماهر، طرحه‌های پیچیده تری برای گره‌ها استفاده می‌کنند.

### طرح مستقیم و خمیده
فرش شرقی دارای طراحی مربعی خطی rectilinear (یا "هندسی") یا خمیده curvilinear (یا "گل") هستند. در کارگاه فرش معمولاً از طرحی که یک طراح ماهر فرش تهیه کرده برای بافت فرش استفاده می‌شود.

### طرح زمینه و حاشیه
طراحی فرش نیز می‌تواند با توصیف این که چگونه اشکال و عناصر در سطح فرش مرتب و سازمان یافته‌اند تشریح شود. در طراحی اسلامی نمادهای انسان و حیوانات محاز نیست. زمینه فرش‌های اسلامی از طرح تکرار بینهایت (infinite repeat) بهره می‌گیرند.
در فرش ایرانی ترنج الگوی اصلی و تکرار شونده در زمینه است.

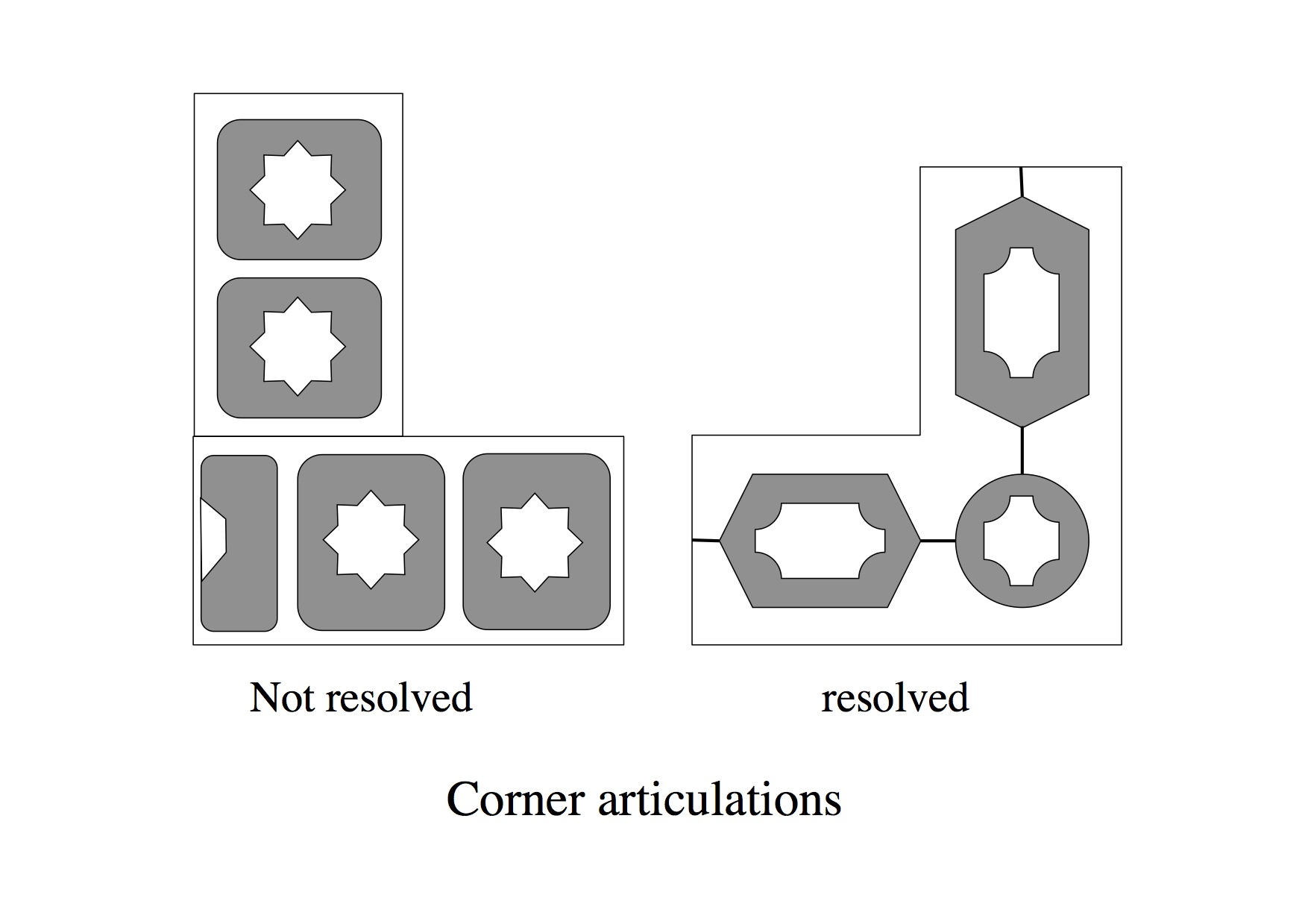
تصویر شماتیک از گوشه مفصل در فرش شرقی

### عناصر جزئی در طراحی فرش شرقی
زمینه فرش یا بخشی از آن می‌تواند با عناصر طراحی خردتر پر شود. از میان عناصر کوچک طراحی فرش که تکرار شونده و پرکننده زمینه فرش هستند بته جقه در حاشیه فرش زیاد استفاده می‌شود. نقش بته جقه در فرش‌های اطراف کرمان، سرابند همدان و فارس زیاد به کار می‌روند. گاهی عناصر طراحی دیگر شامل نقوش باستانی مانند درخت زندگی یا گل و عناصر هندسی مانند مثلاً ستاره نیز کاربرد دارند.
عناصر طراحی مفرد نیز می‌توانند ترکیب و عناصر گروهی بزرگتر و پیچیده‌تر تشکیل دهند:
- هراتی
- مینا خانی
- شاه عباسی
- بید مجنون
- هرشنگ Harshang یا خرچنگ
- گل حنایی
- گول در فرش ترکمن.[۲۲]

نقوش مشترک در فرش شرقی:

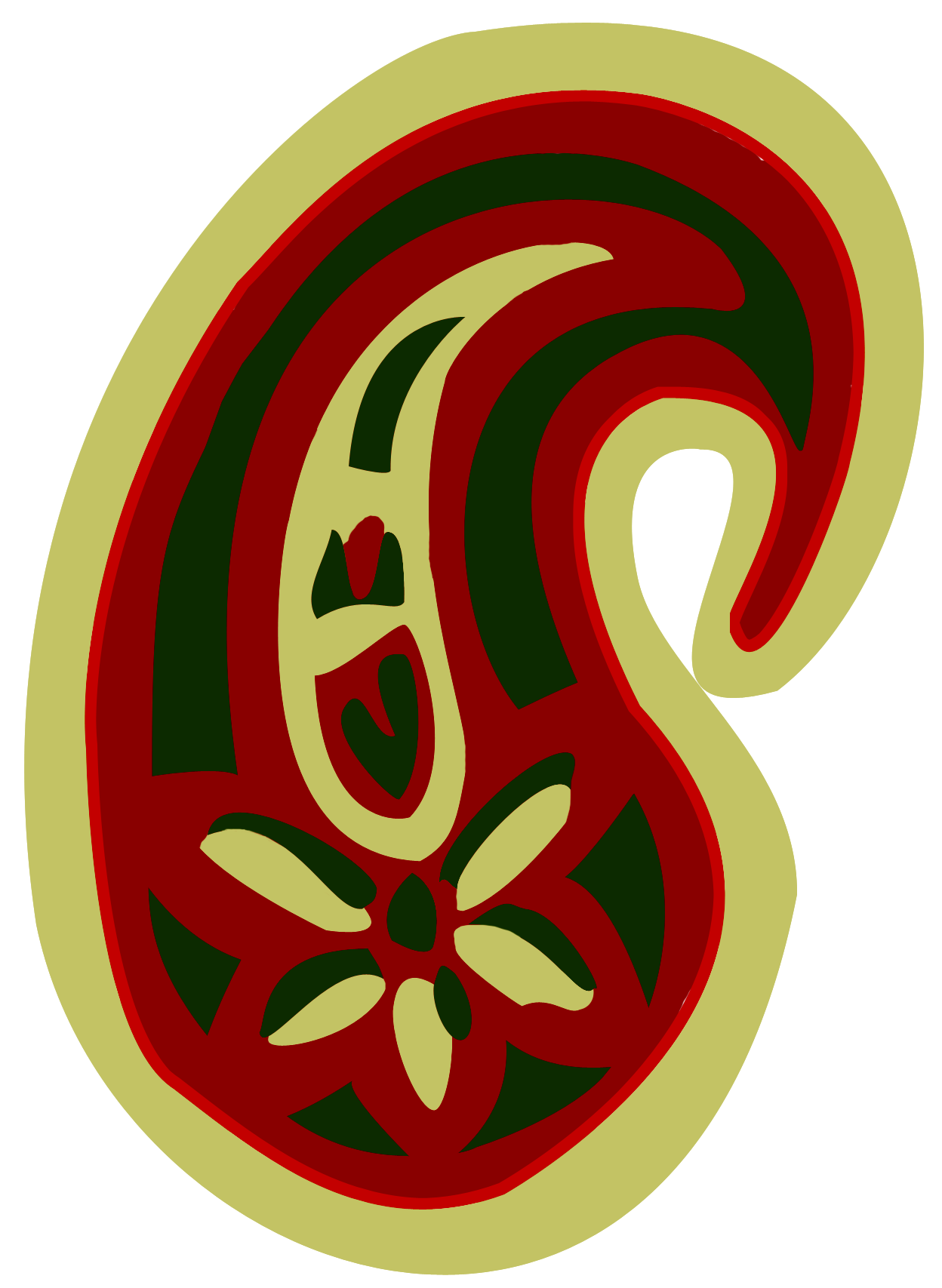
"بت موتیف
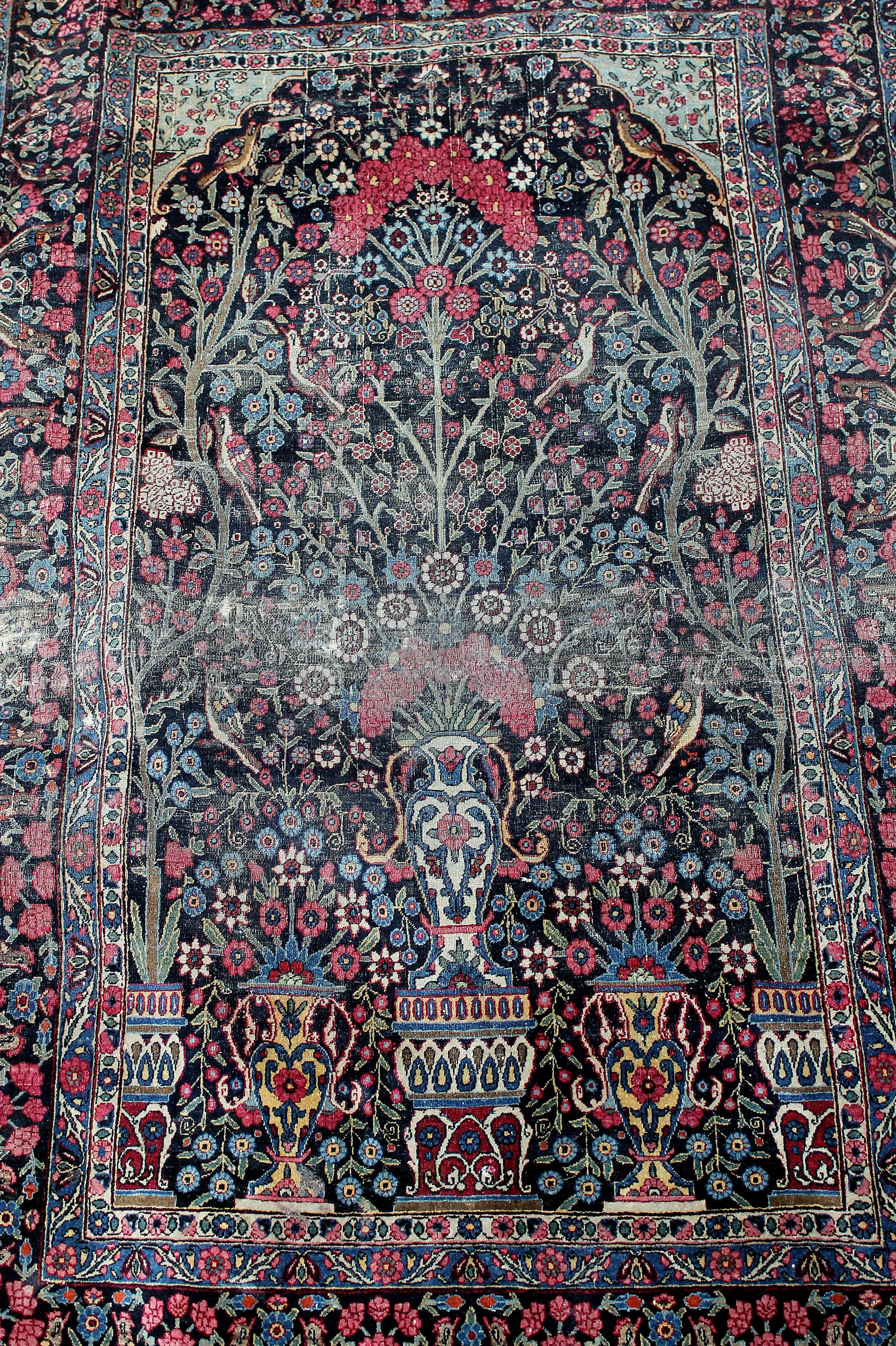
تصویری فرش با درخت زندگی پرندگان و گیاهان، گل و گلدان، نقوش
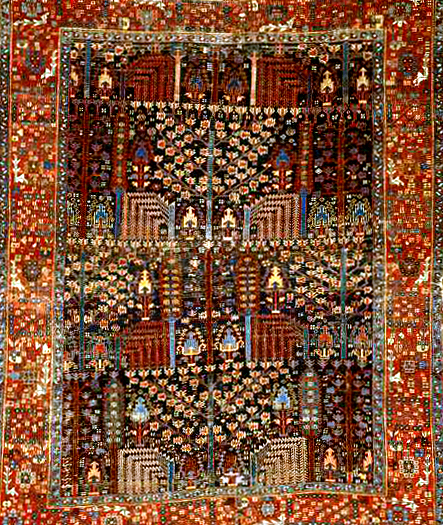
Karaja فرش با پیشنهاد Majnūnیا "گریه بید" طراحی
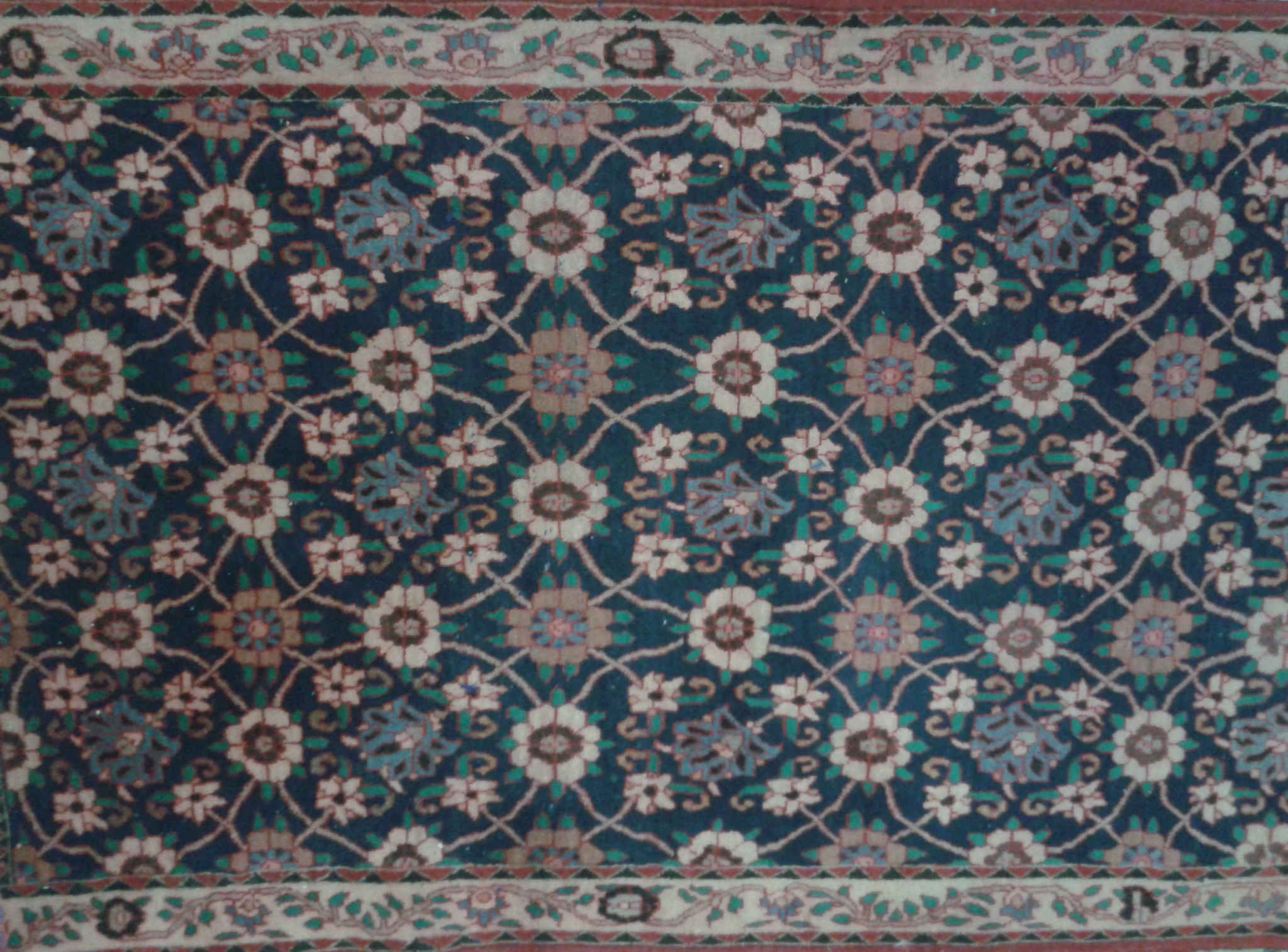
یک فرش از ورامین با مینا خانی موتیف
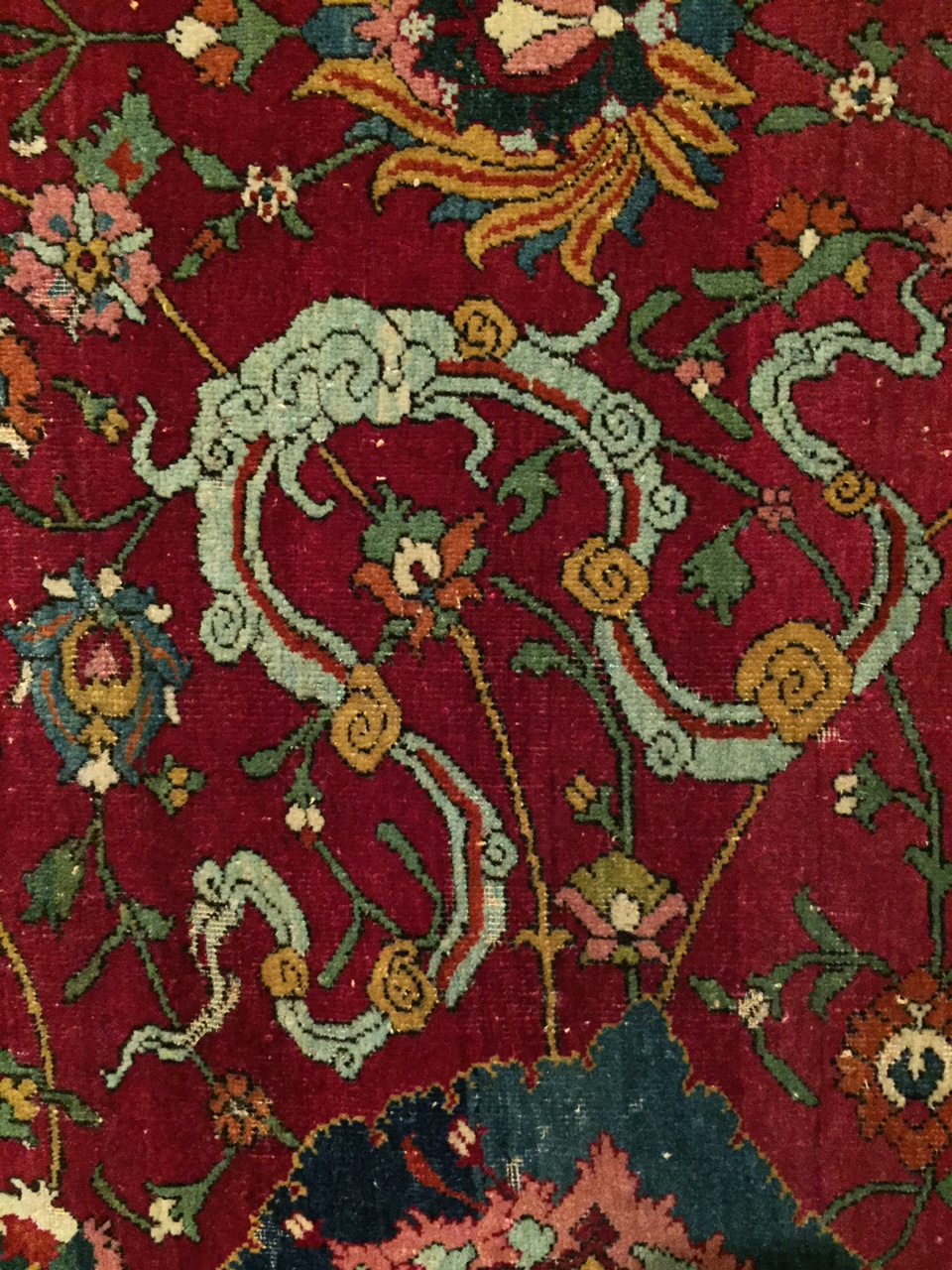
"ابر گروه" زینت منشاء چینی در یک فرش ایران
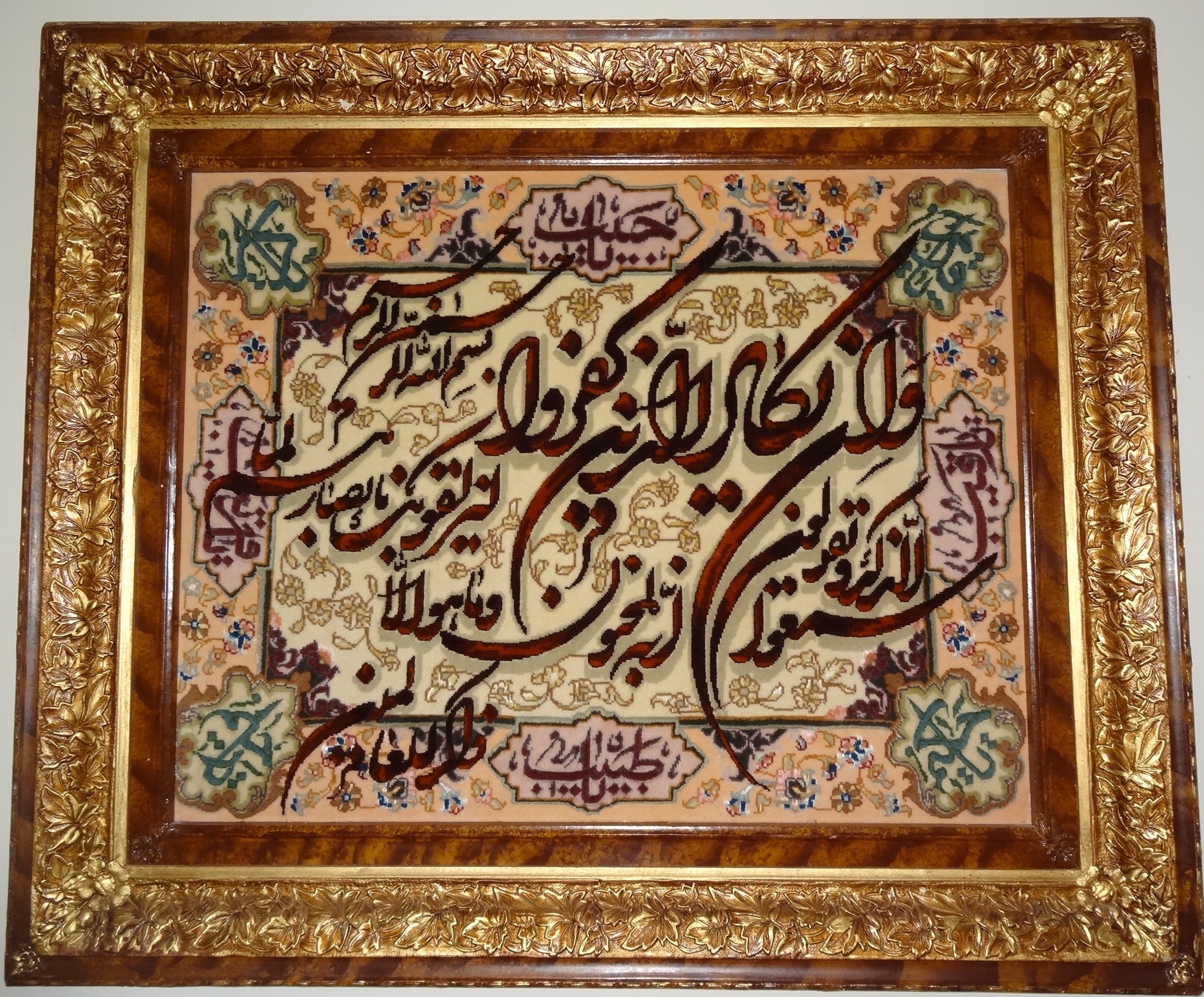
Pictorial carpet: قرآن آیات بافته شده و به فرش ایران
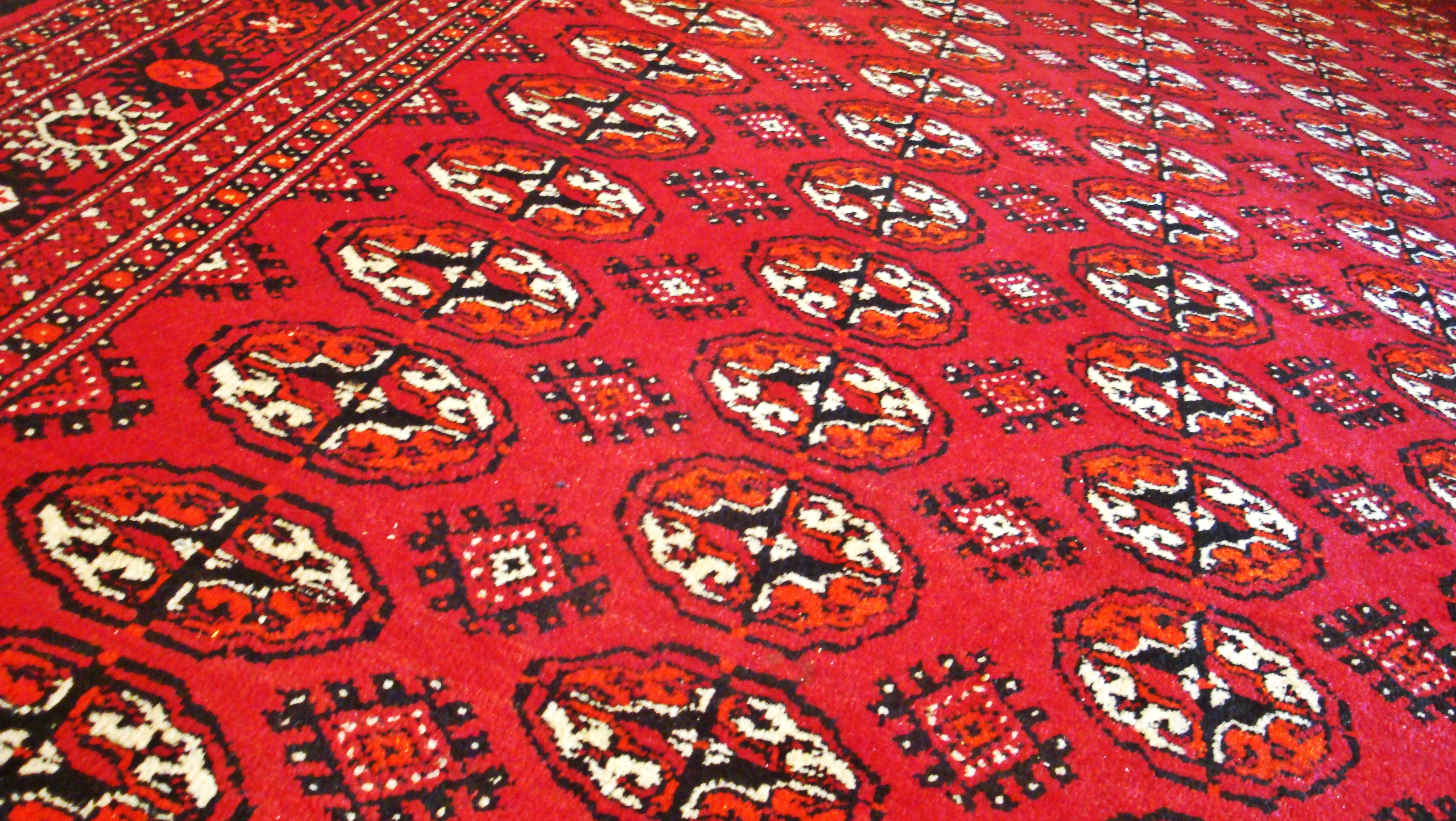
"بخاراً با ترکمنستان گل طراحی

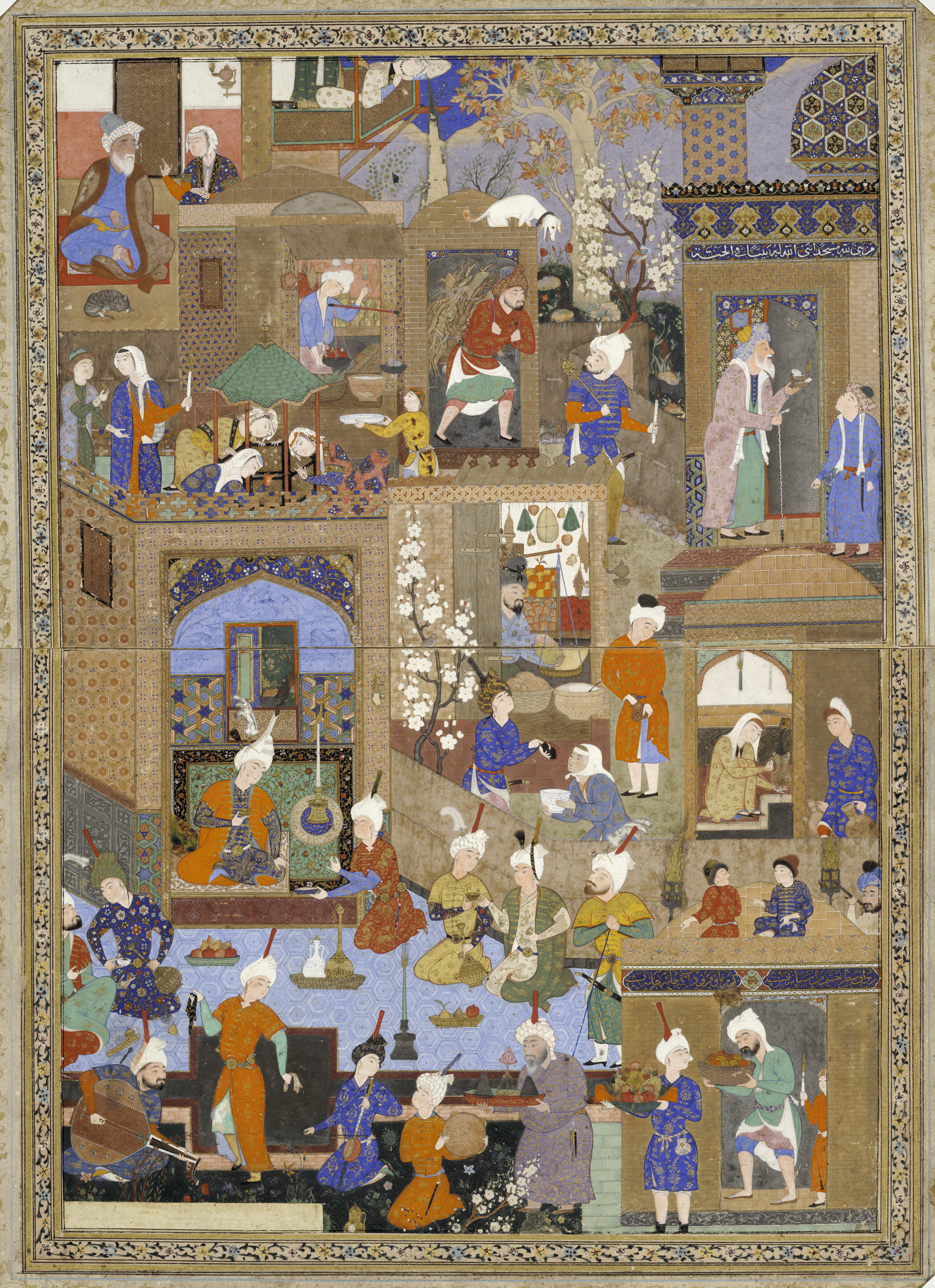
مینیاتور فارسی توسط میر سید علی در حدود ۱۵۴۰. موزه بریتانیالندن

### نمادگرایی و منشأ الگوهای فرش
می بیتی (۱۹۰۸–۱۹۹۷) یک محقق برجسته در زمینه فرش در سال ۱۹۷۶ چنین نوشت:

فرش‌های شرقی از مناطق مختلف اغلب نقوش مشترکی دارند. تلاش شده‌است تا منشأ این نقوش پیدا شود. ماهیت این نقوش در اثر خلاقیت، سعی و خطا و اشتباهات انسانی به مرور ممکن است تغییر کرده باشد. 

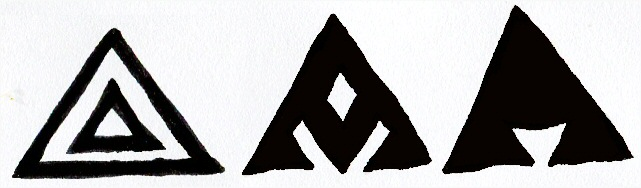
سه نمونه موتیف گلیم برای تعویذ

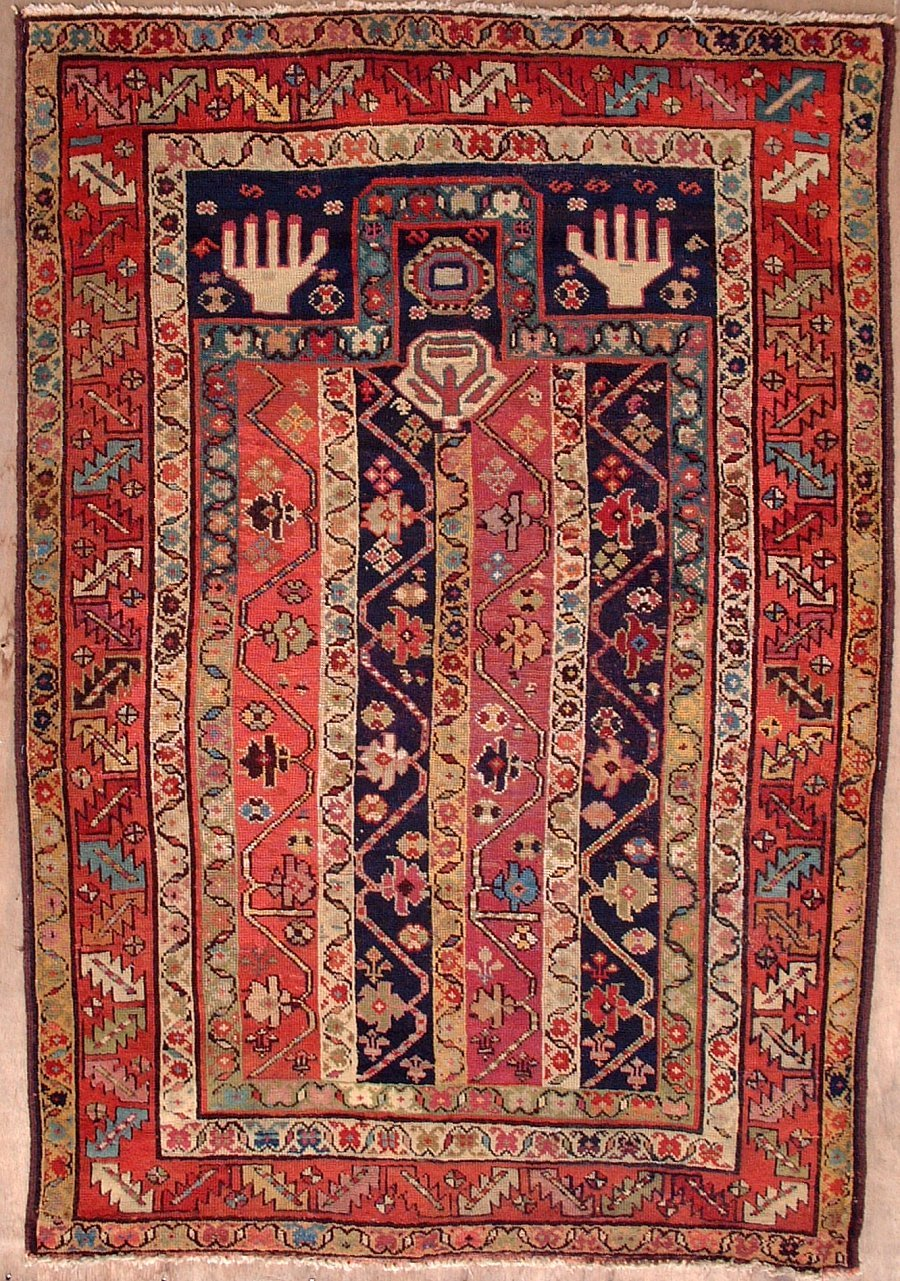
جانمازی شیروان با دست و علائم مسجد.

انواع موتیف Elibelinde 

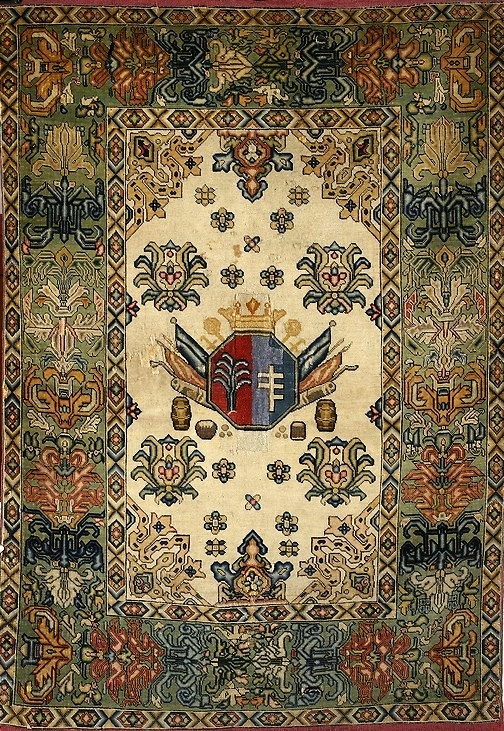
لهستانی فرش اواسط قرن ۱۸
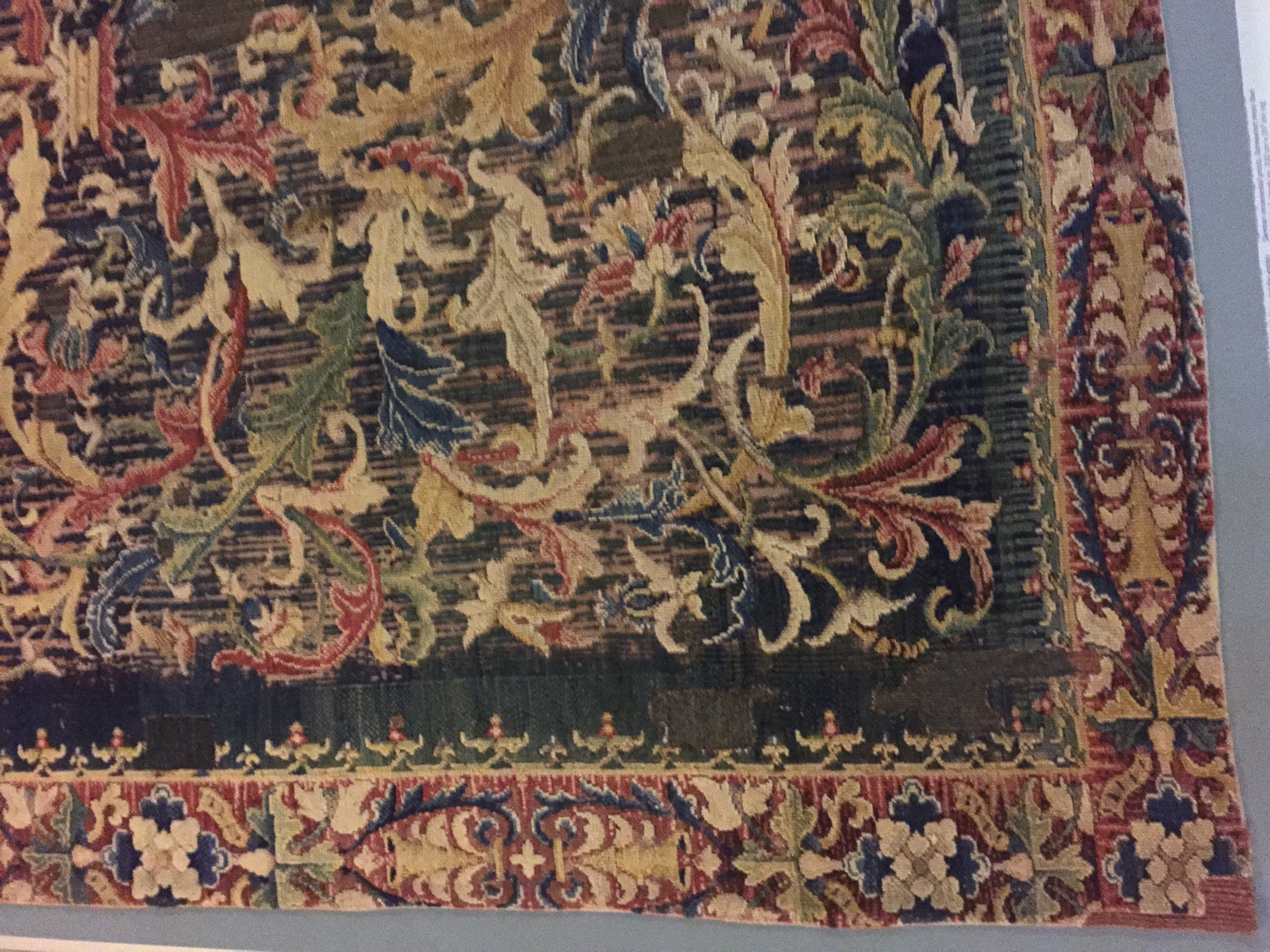
جزئیات یک فرش دستباف قطعه، ca. 1540 پشم متقارن گره 850-1500 kpsdm
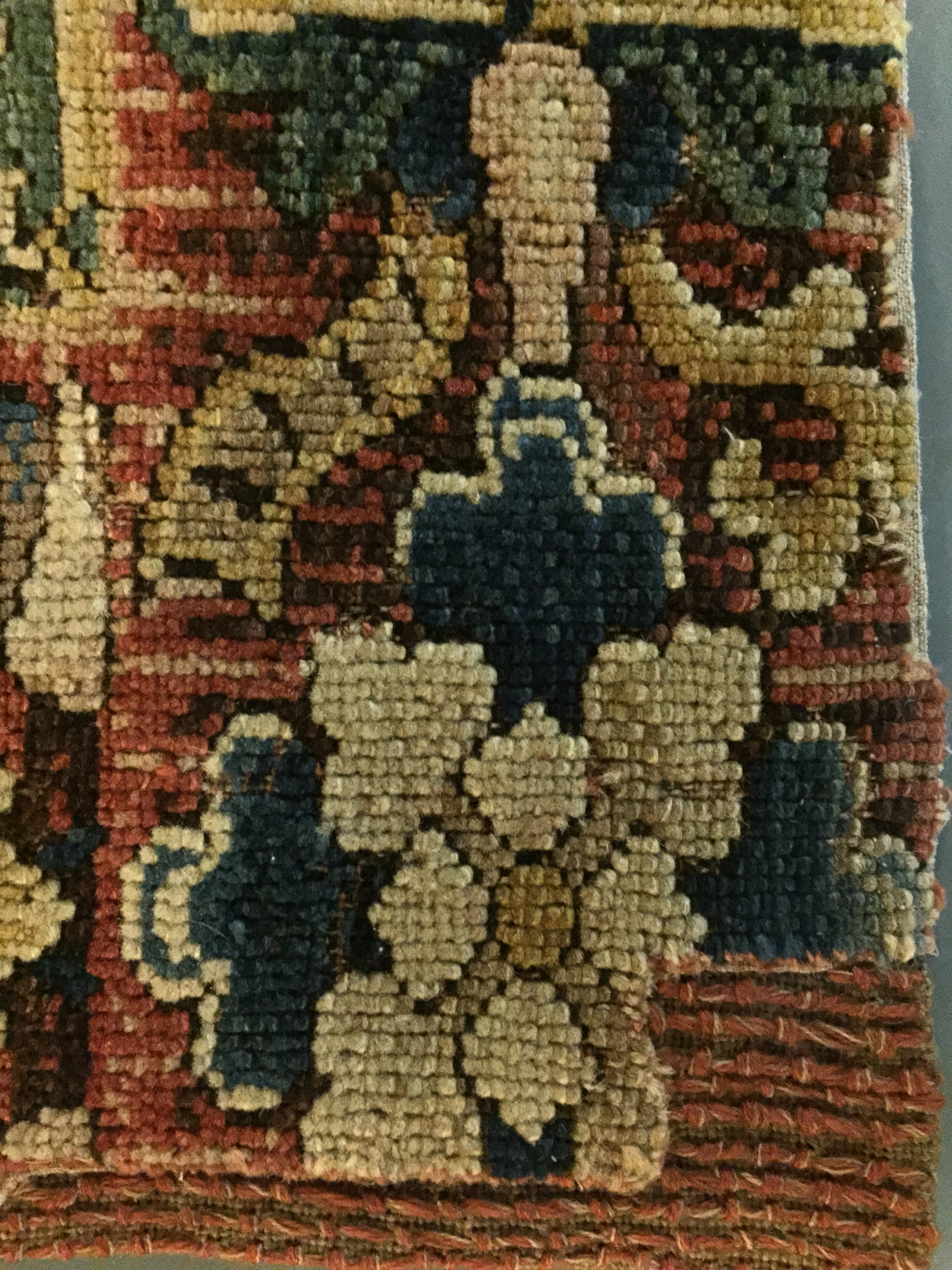
نزدیک جزئیات از یک فرش دستباف، آلمان، ca. 1540
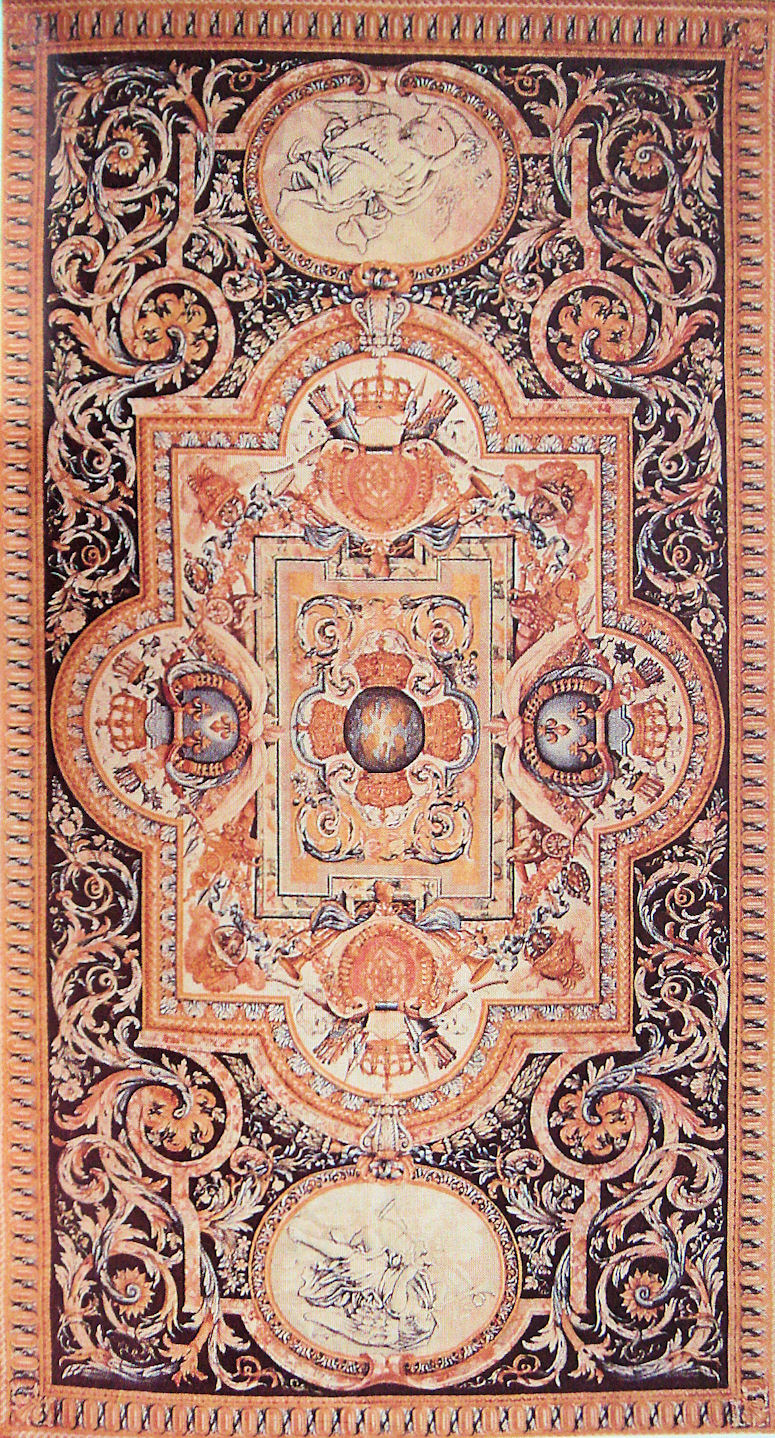
فرانسه Savonnerie فرش (پس از Charles Le Brun) برای گراند گالری از موزه لوور
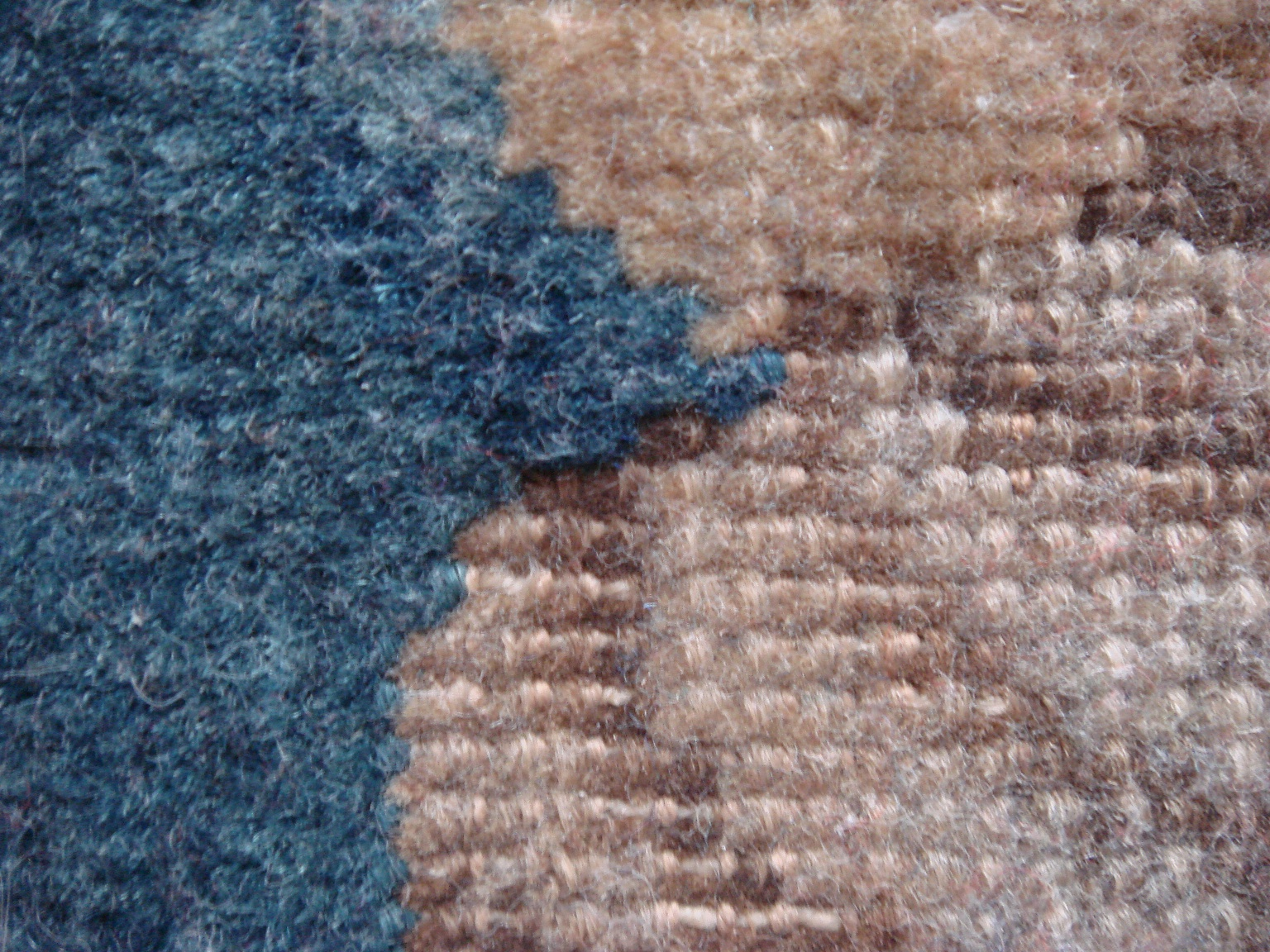
Savonnerie فرش جزئیات

### جعل
فرش شرقی برای کلکسیون داران جذاب است و با قیمت بالا فروخته می‌شود. این نیز انگیزه‌ای برای تقلب در تولید فرش می‌شود. تکنیک‌هایی مانند جایگزین کردن گره‌ها یا دوباره بافی قطعات فرش می‌توانند برای تغییر یک فرش مورد استفاده قرار گیرند به طوری که فرش بزرگتر یا باارزش تر از چیزی که هست به نظر برسد.

## فرش‌های مناطق

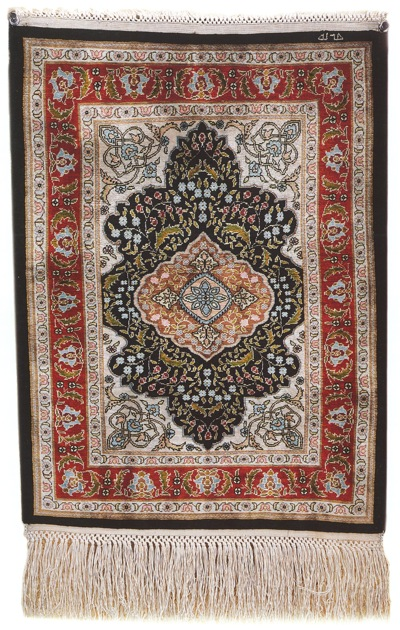
فرش ابریشم هرکه. بیش از 1200 گره در هر اینچ مربع.

فرش را می‌توان طبقه‌بندی شده توسط منطقه خود را از مبدأ که هر کدام نشان دهنده رشته‌های مختلف از سنت: فرش ایرانی، فرش پاکستانی، فرش‌های عربی، فرش‌های آناتولی (ترکی)، فرش‌های کردی، فرش‌های قفقازی، فرش آسیای مرکزی، فرش‌های ترکستانی یا ترکمنهای ترکستان، فرش چینی، فرش تبتی و فرش هندی.

### فرش ایرانی (فارسی)
فرش ایرانی (Persian carpet) یا قالی ایرانی (Persian rug) عنصر اصلی در فرهنگ ایرانی و هنر ایرانی است و پیشینه آن به ایران باستان برمی گردد. طبقه‌بندی فرش ایرانی بر اساس قومیت‌ها و محل بافت، عشایر، و روش‌های دیگر صورت می‌گیرد. امروزه فرش‌های عشایری، روستایی، شهری، نمایشگاهی (تابلو) و تولیدات کارخانه‌ای در ایران از هم متمایز هستند. گروه‌های قومی (به عنوان مثال کردها، با قبایل کوچرو مانند قشقایی و بختیاری، افشاری، آذری و ترکمن) فرش‌های خود را دارند. فرش‌های شهرهای مختلف مانند هریس، همدان، سنه (سنندج)، بیجار، اراک (سلطان آباد), مشهد، اصفهان، کاشان، قم و نائین و بسیاری شهرهای دیگر با نام شهر شناخته می‌شوند. جنس مواد و نوع بافت هم می‌تواند به طبقه‌بندی فرش‌های ایرانی بینجامد.

## مجموعه‌های مهم
- Mevlana موزه در قونیه نمایش قدیمی‌ترین فرش موجود در آناتولی در بیشهیر استان قونیه
- ترکی و هنرهای اسلامی موزه در استانبول
- Vakıflar Halı, موزه، استانبول[۲۸]
- موزه فرش ایران درتهران[۲۹]
- موزه هنر اسلامیدوحه
- Al-Sabah مجموعه در Dar al-Athar al-Islamyya با کویت.[۱۴][۳۰]
- آذربایجان موزه فرشباکو
- Metropolitan Museum of Art, New York (J. McMullan و J. F. بالارد مجموعه)
- نساجی موزهواشنگتن دی سی دوباره باز در سال 2015[۳۱]
- سنت لوئیس موزه هنرهای J. F. بالارد مجموعه
- هنرهای زیبا موزه‌های سان فرانسیسکو[۳۲]
- موزه هنرهای کاربردی (MAK), وین، نمایشگاه فرش دوباره باز در سال 2014[۳۳][۳۴]
- موزه پرگامونبرلین[۱۲]
- موزه هنرهای کاربردیبوداپست
- Brukenthal موزه ملی، Sibiu, رومانی. عثمانی در آناتولی ("Transylvanian") فرش[۳۵]
- موزه ویکتوریا و آلبرتلندن (اردبیل فرش)
- Musée du Louvre, Paris
- Musée des Arts Décoratifs, پاریس
- Musée des Tissus et des Arts Décoratifs, Lyon,
- Museo Poldi Pezzoliمیلان (شکار فرش)[۳۶]
- Miho Museumژاپن ("Sanguszko" حیوانات فرش)

## نگارخانه

### فرش آناتولی

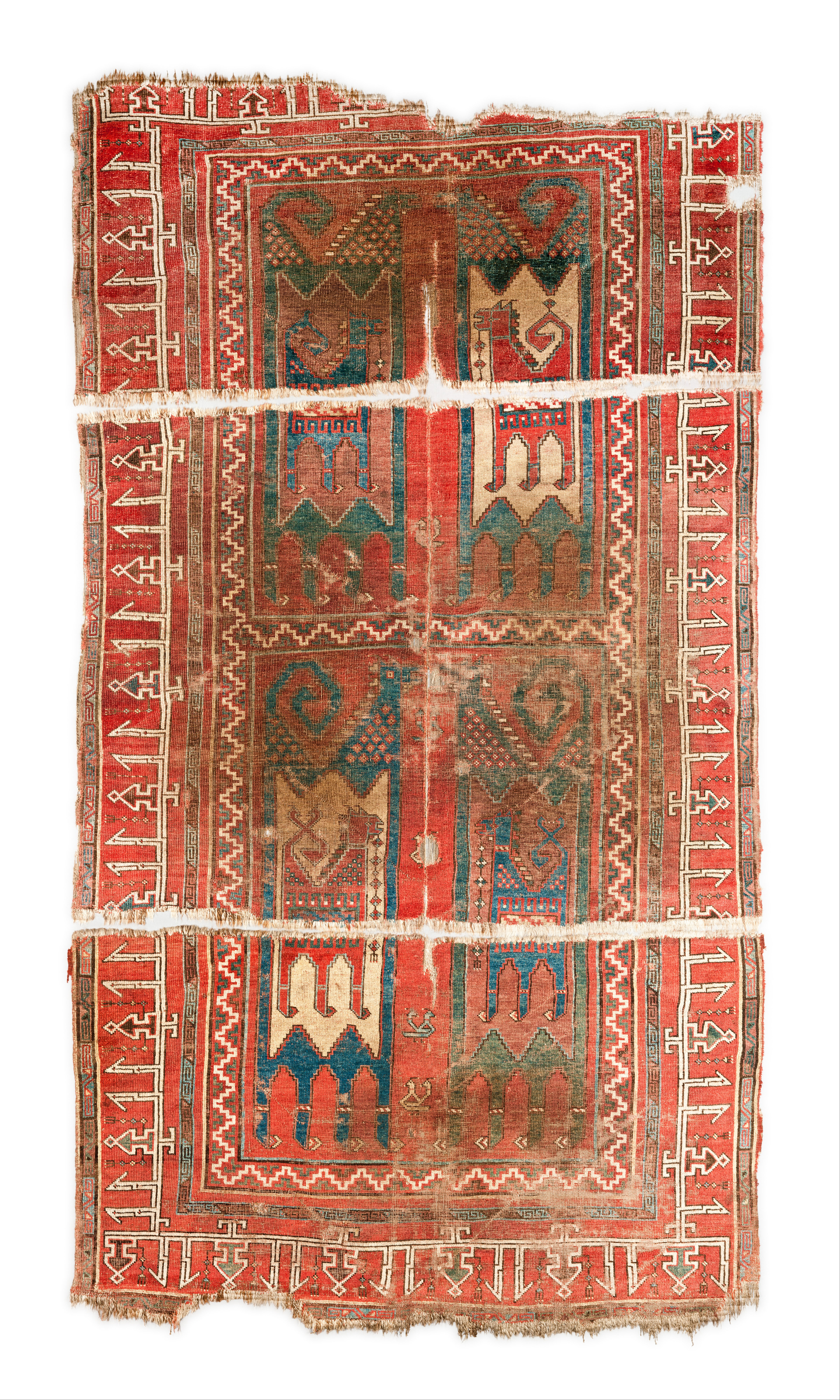
Animal carpet, Turkey, dated to the 11th–13th century, Museum of Islamic Art, Doha
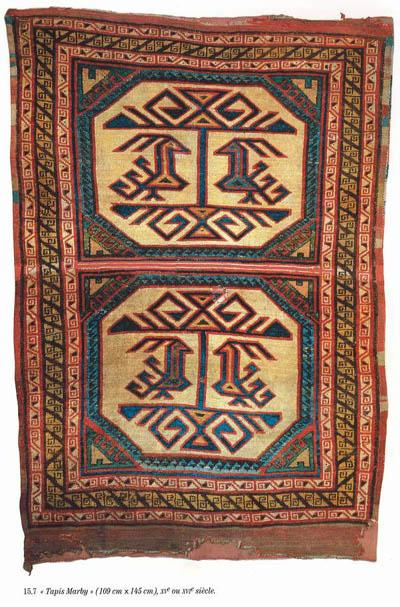
Animal carpet, around 1500, found in Marby Church, Jämtland, Sweden. Wool, 160 cm x 112 cm, Swedish History Museum, Stockholm
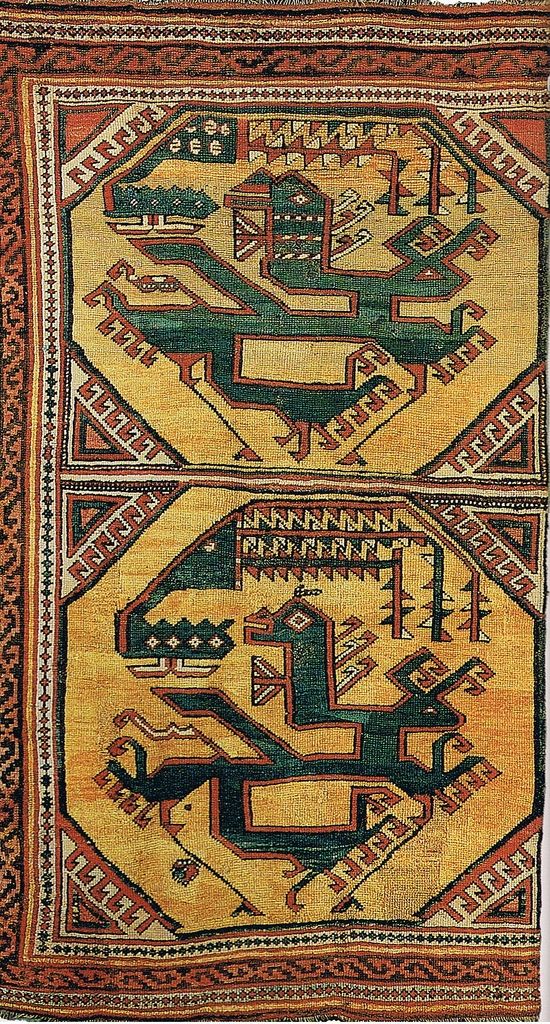
Phoenix and Dragon carpet, 164 x 91 cm, Anatolia, circa 1500, Pergamon Museum, Berlin, Inv. No. I.4
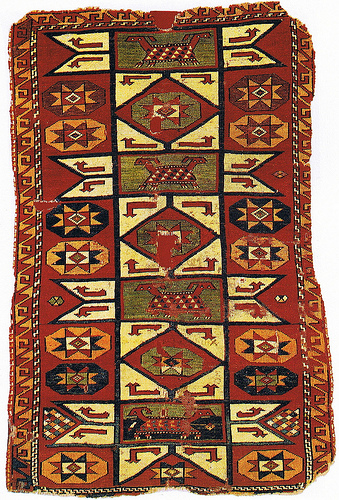
Anatolian Animal carpet, 1500 or earlier, wool, symmetric knots. Pergamon Museum, Berlin, Inv. No. KGM 1885, 984
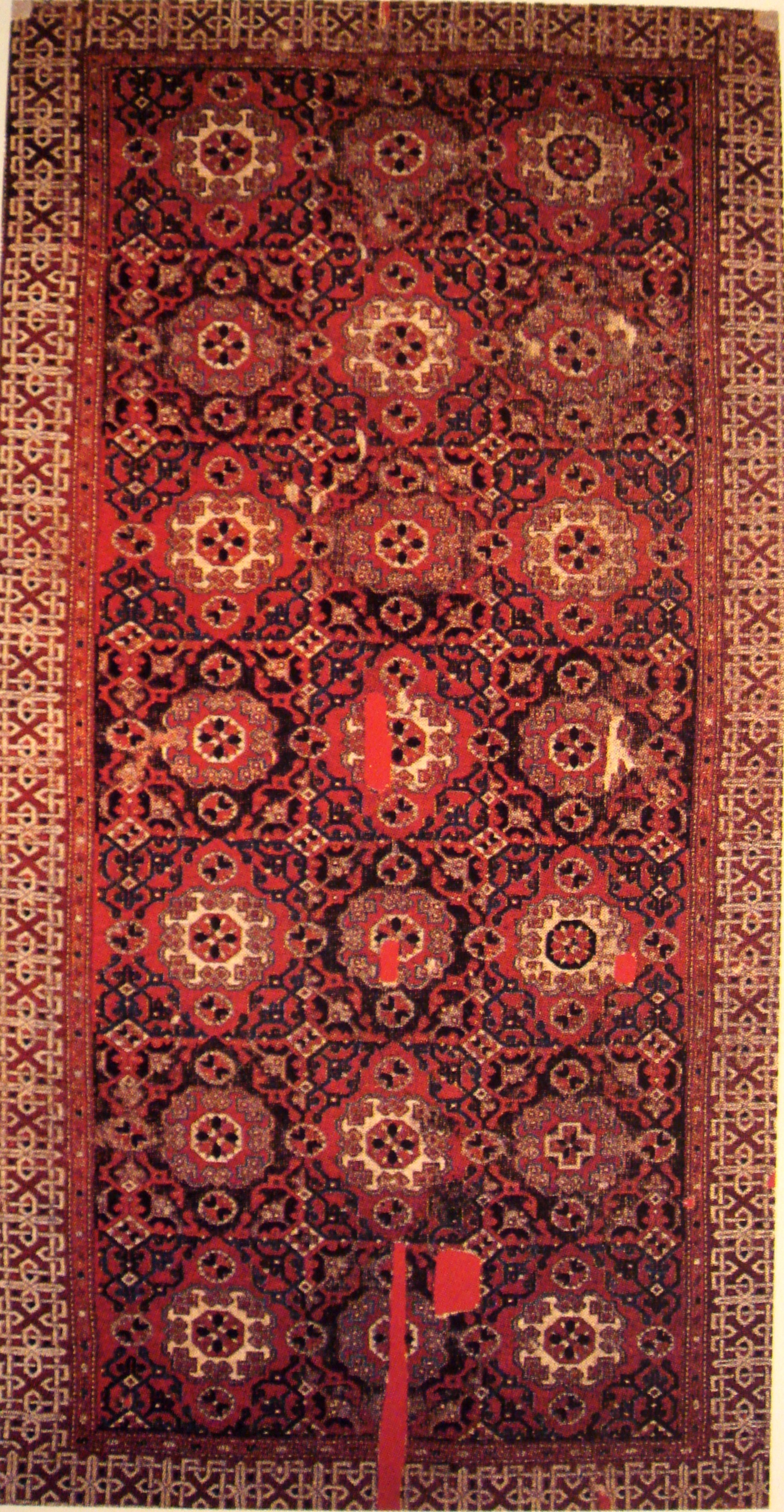
Type I small-pattern Holbein carpet, West Anatolia, 16th century.
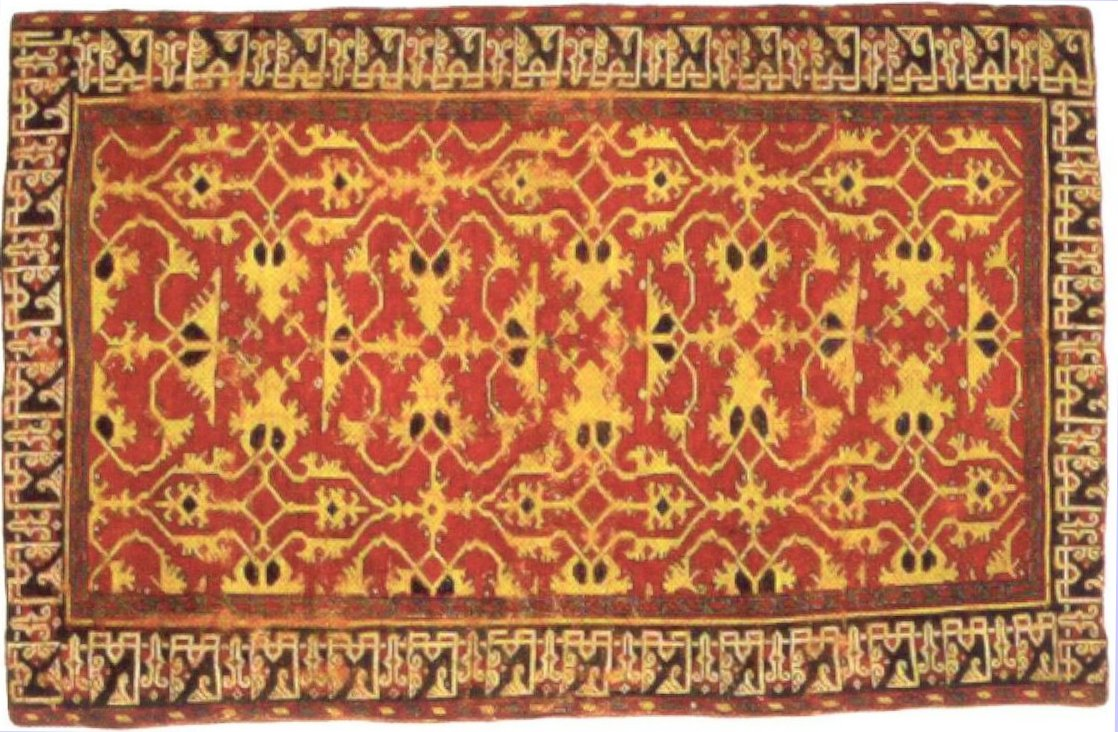
Western Anatolian ‘Lotto carpet’, 16th century, Saint Louis Art Museum.
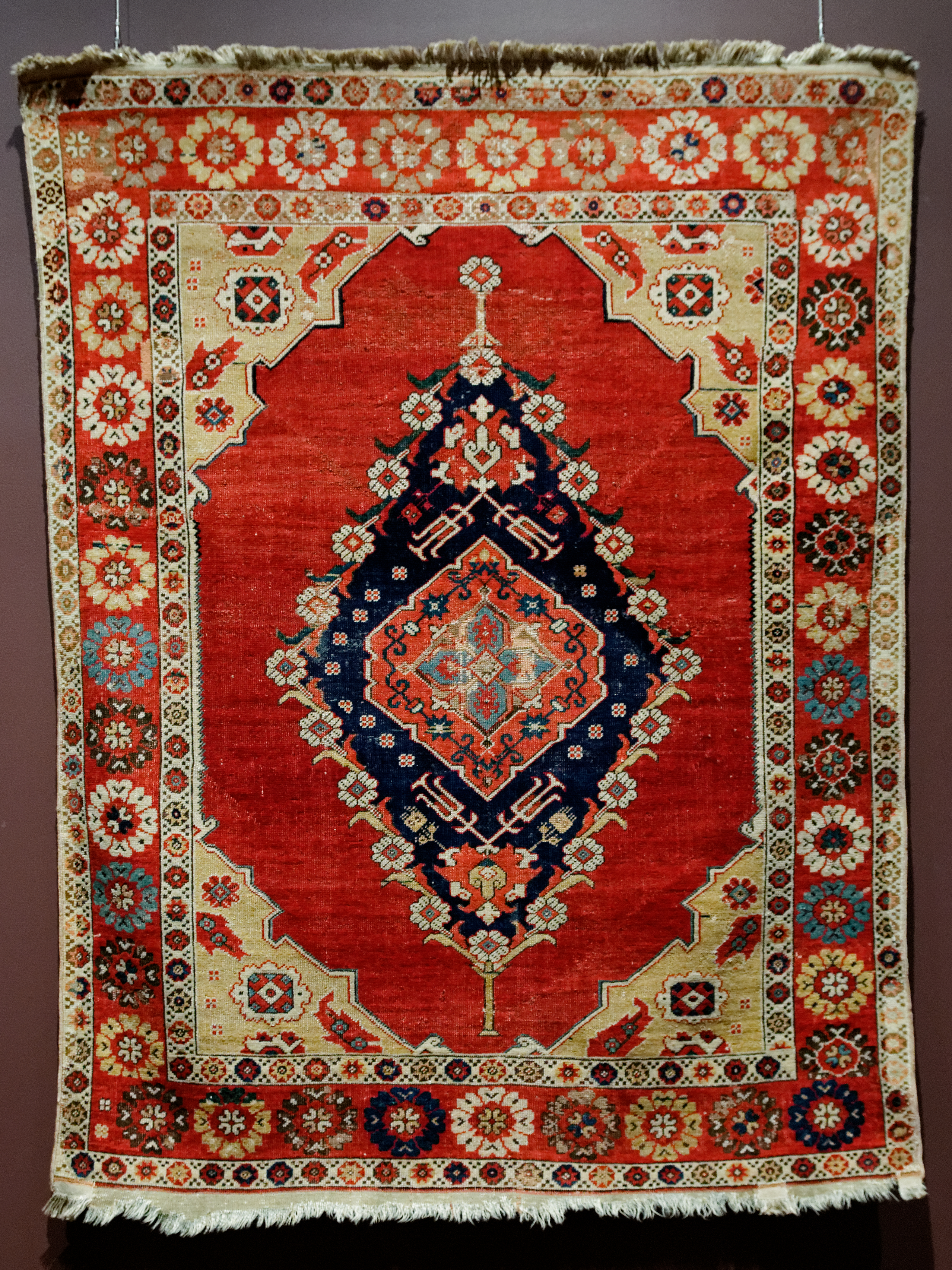
Transylvanian "double-niche" carpet, Metropolitan Museum of Art, New York
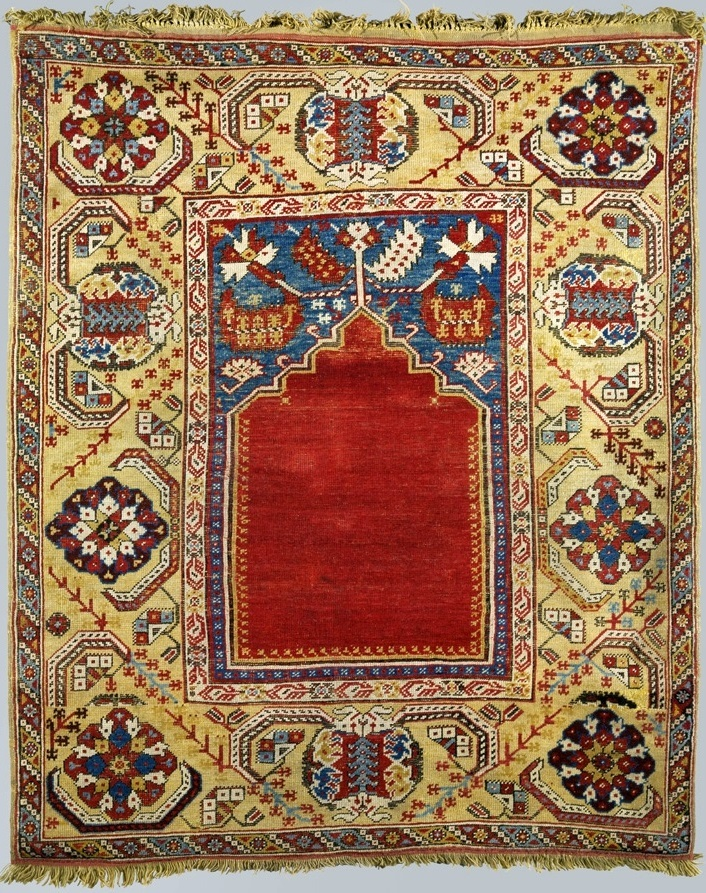
18th-century Turkish prayer rug, Southwestern Turkey (Milas region); National Museum, Warsaw

### فرش ایرانی

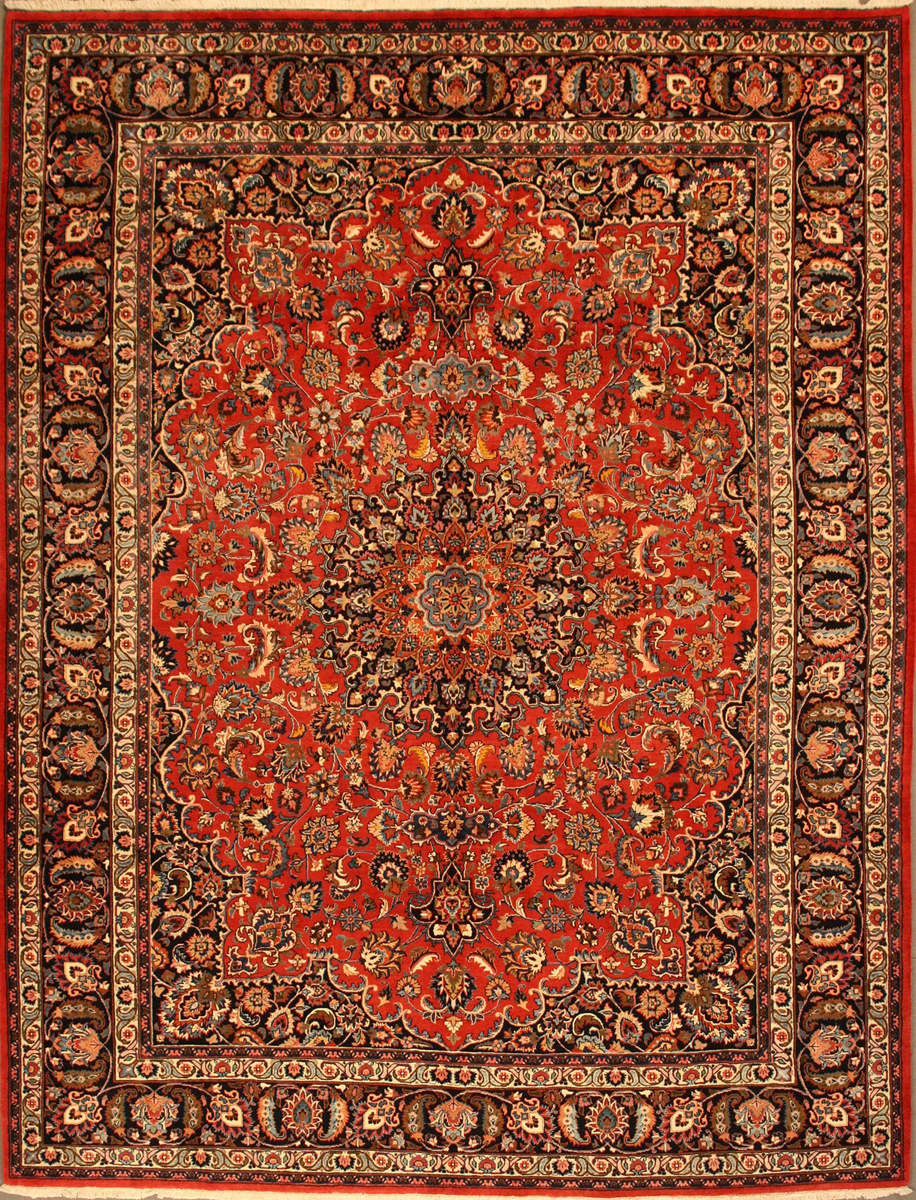
قالی مشهد
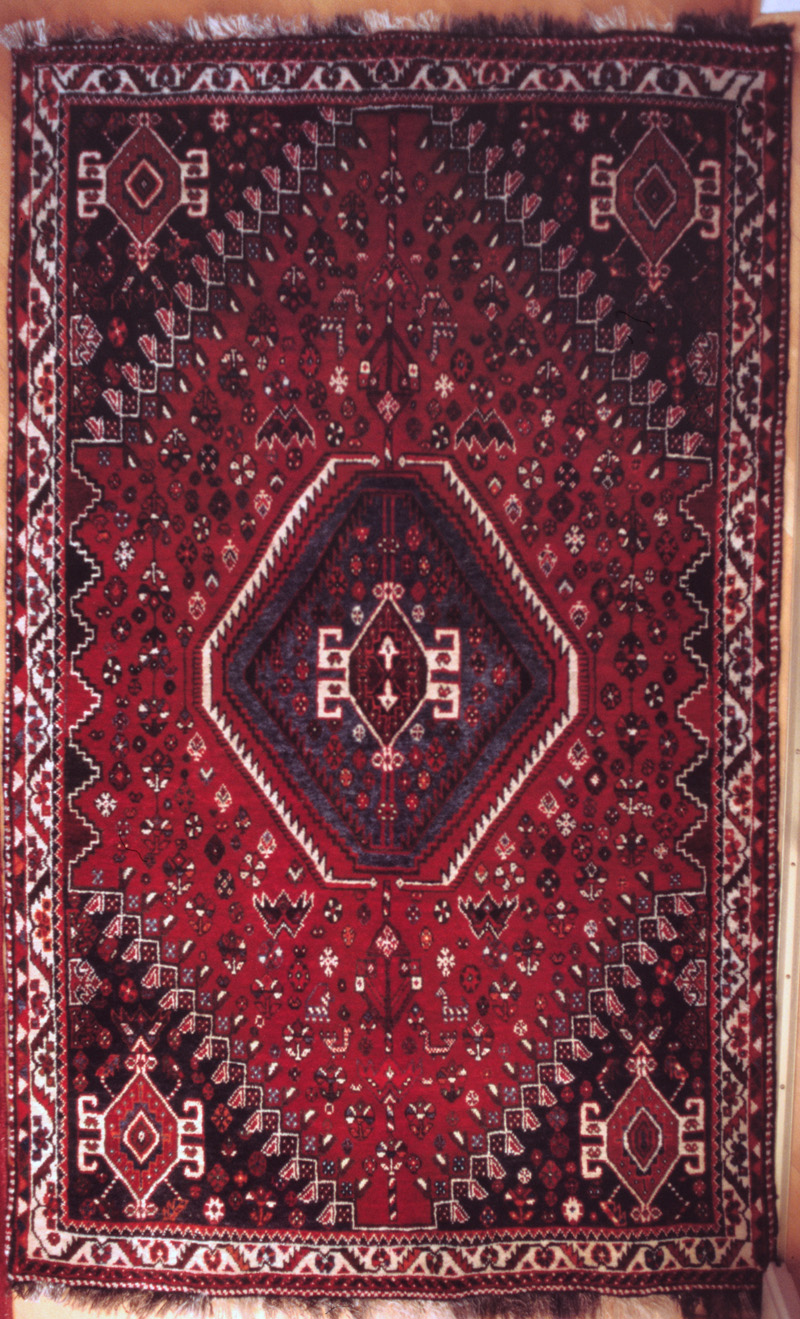
فرش قشقائی
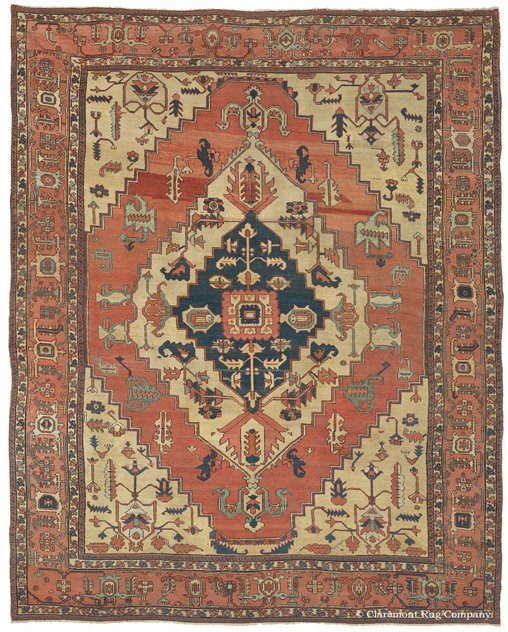
فرش عتیقه سرابی Serapi  از منطقه هریز - آذربایجان، 9 ft 11in x 12 ft 10in حدود سال ۱۸۷۵
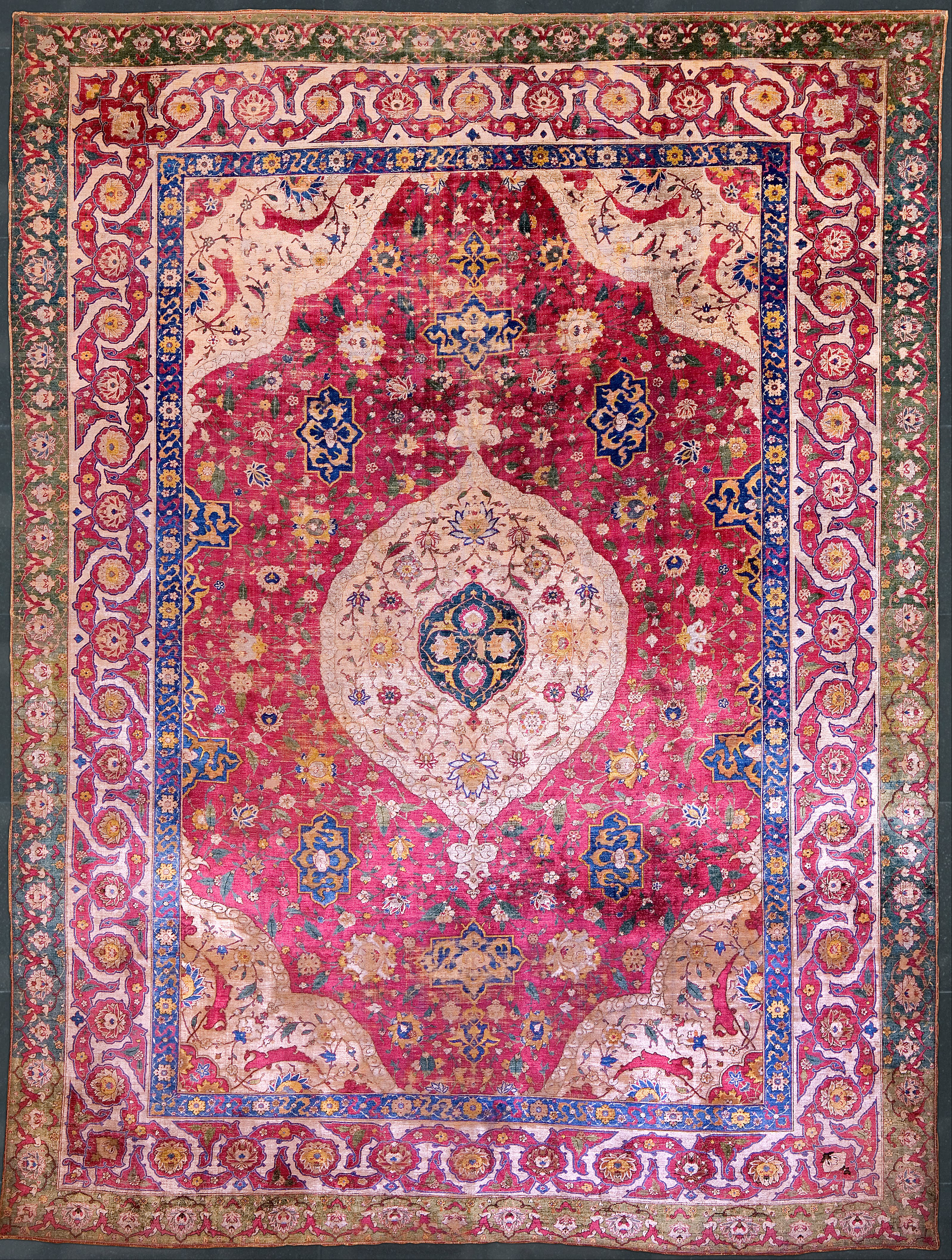
روچیلد کوچک ابریشم ترنج فرش اواسط قرن ۱۶ در موزه هنر اسلامی دوحه
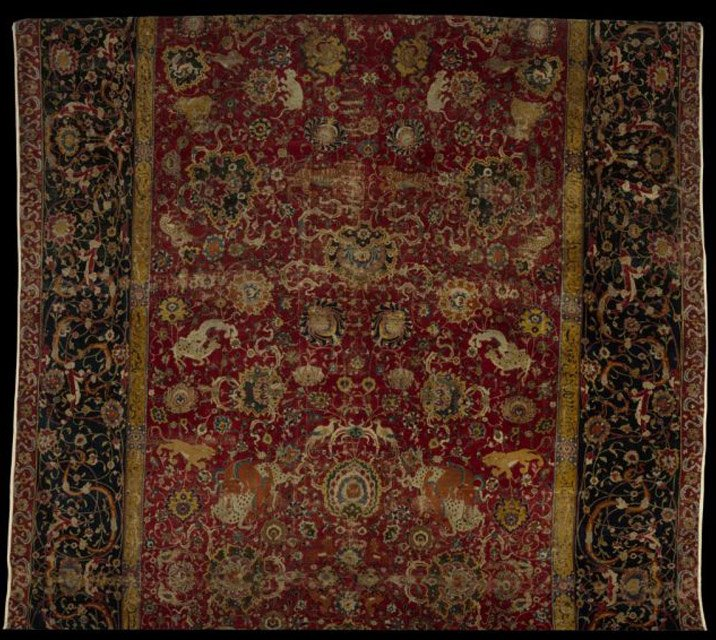
فرش امپراتور  (جزئیات) نیمه دوم قرن 16th ایران. با تار و پود ابریشم و پشم ; گره فارسی به ریزی  339   در 759.5سانتی متر است. موزه هنری متروپل نیونیورک (The Metropolitan Museum of Art, New York)
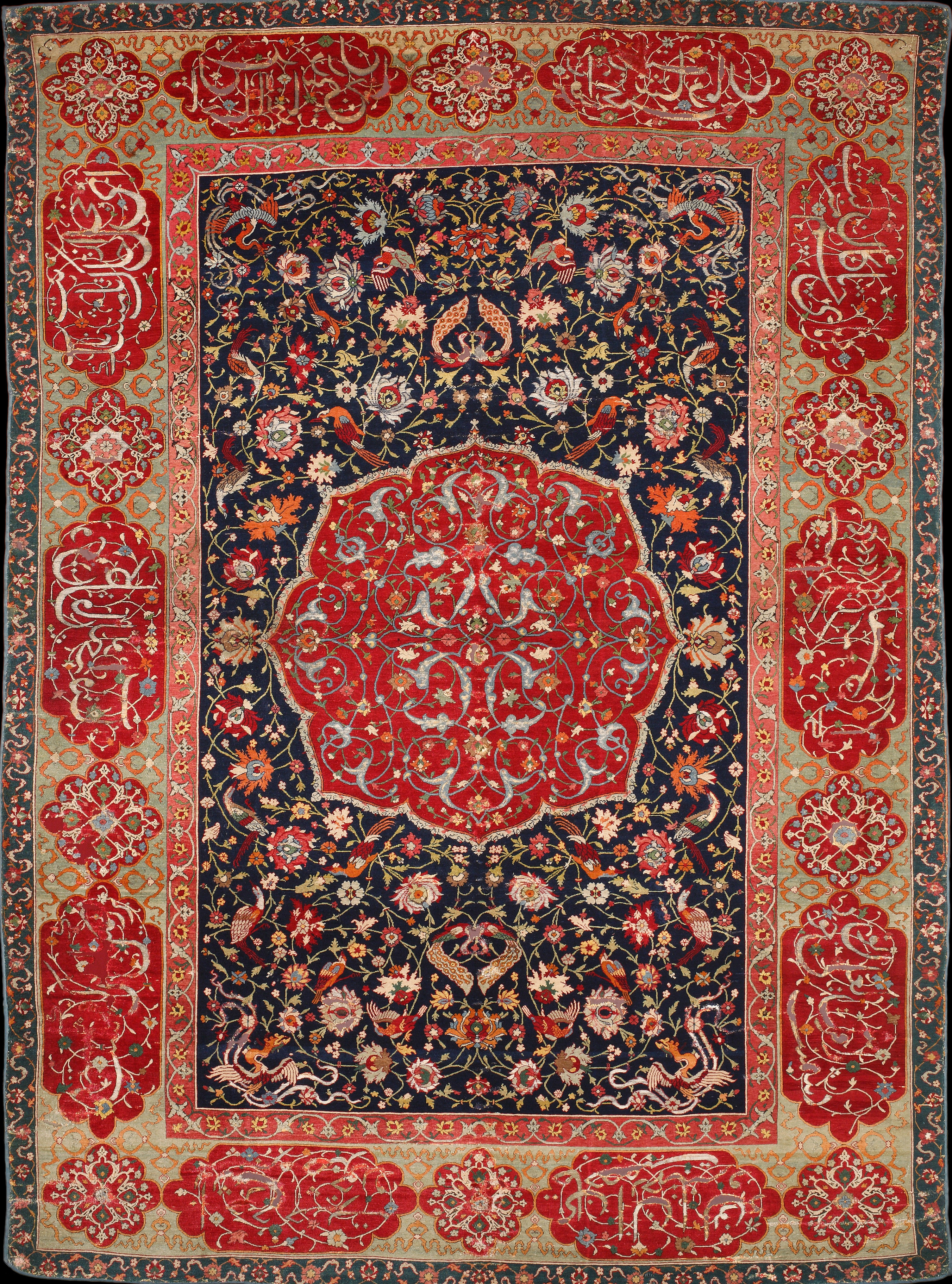
به اصطلاح شور فرش و پشم و ابریشم و فلز موضوع است. در حدود ۱۶۰۰.
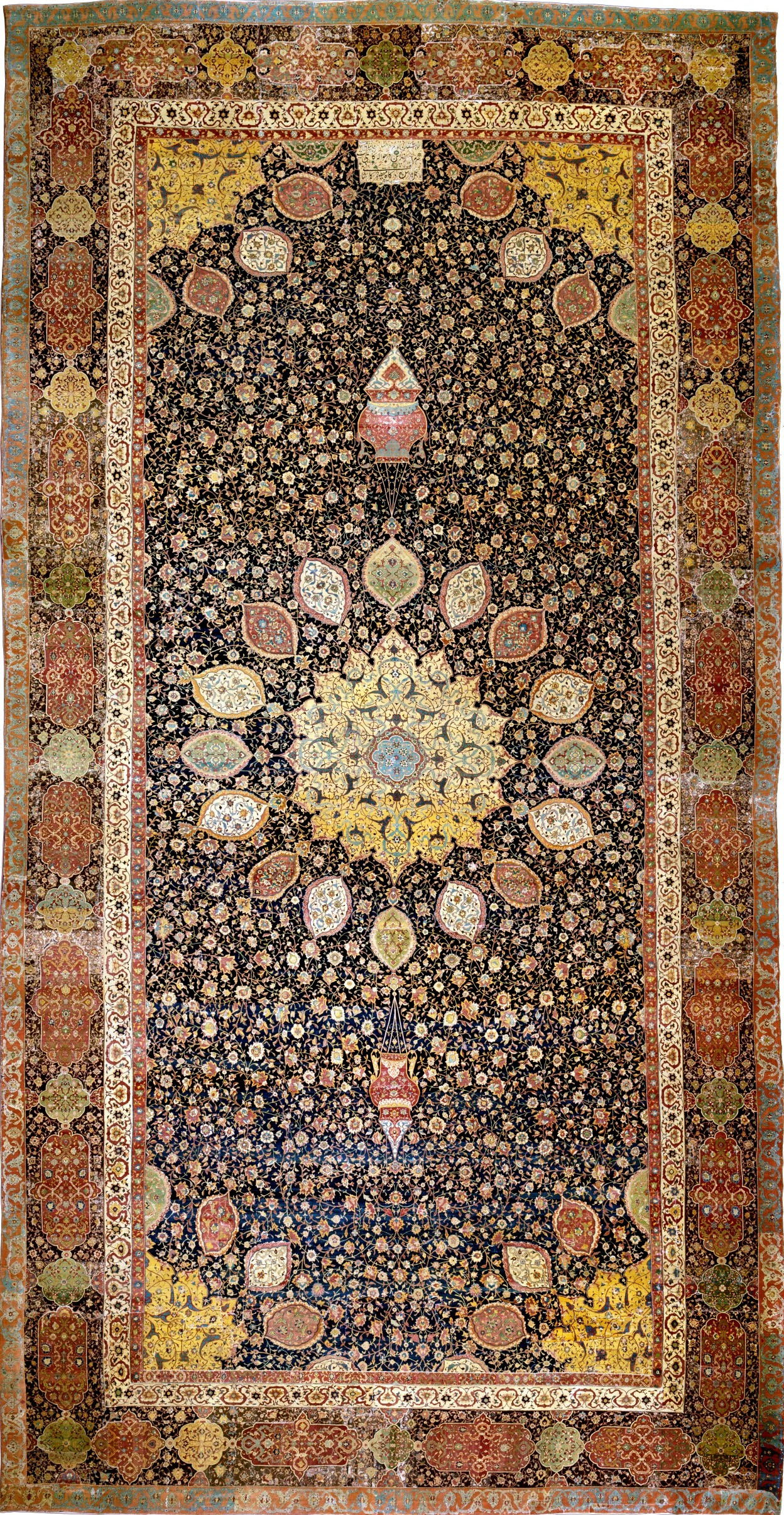
اردبیل فرش ایران مورخ ۹۴۶ هجری قمری است. V&A Museum هیچ. ۲۷۲-۱۸۹۳. © موزه ویکتوریا و آلبرت لندن
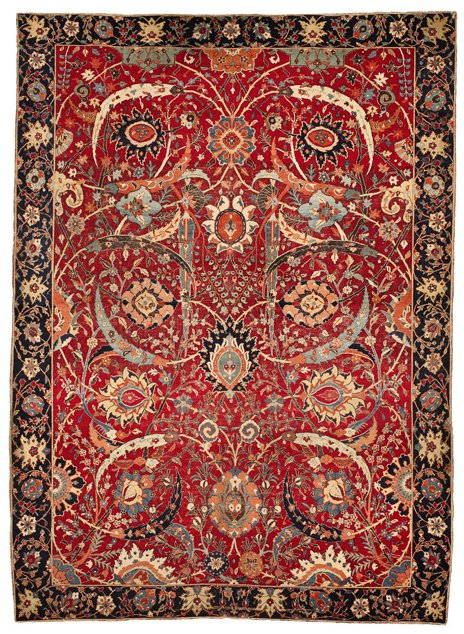
کلارک 'داس-برگ' واین حرکت و palmette فرش احتمالاً کرمان سه قرن ۱۷

### فرش قفقازی

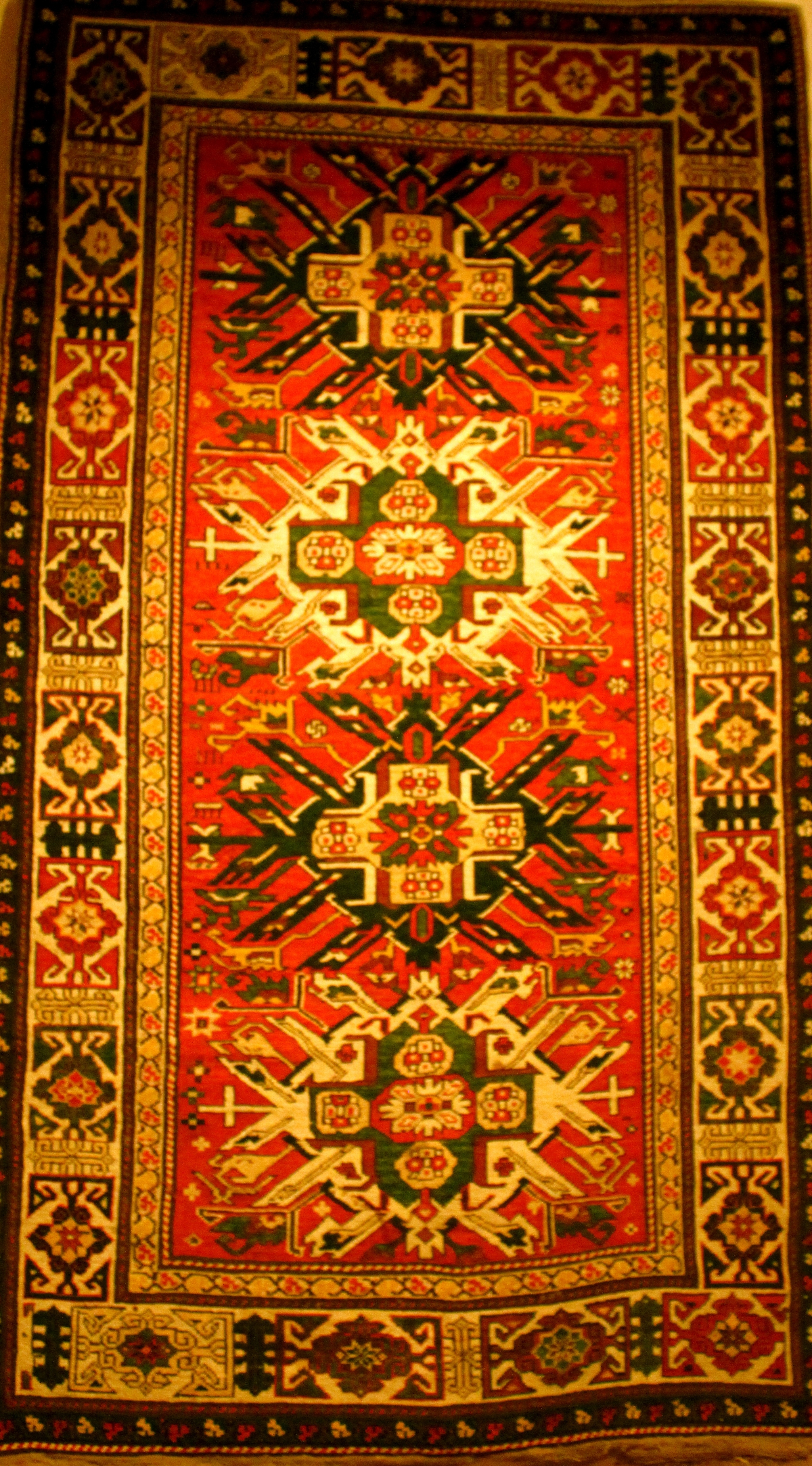
Gövhər (گهر) فرش قره باغ از آذربایجان، فرش قرن ۱۷
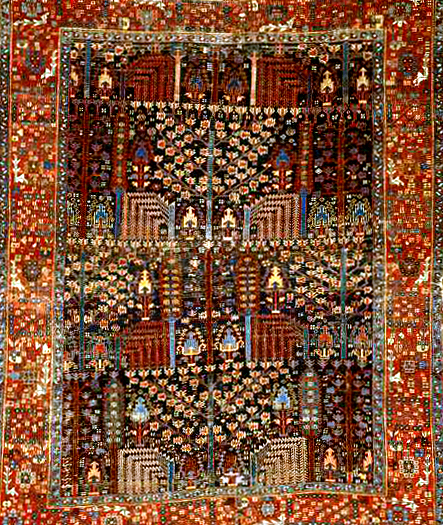
Karaja فرش
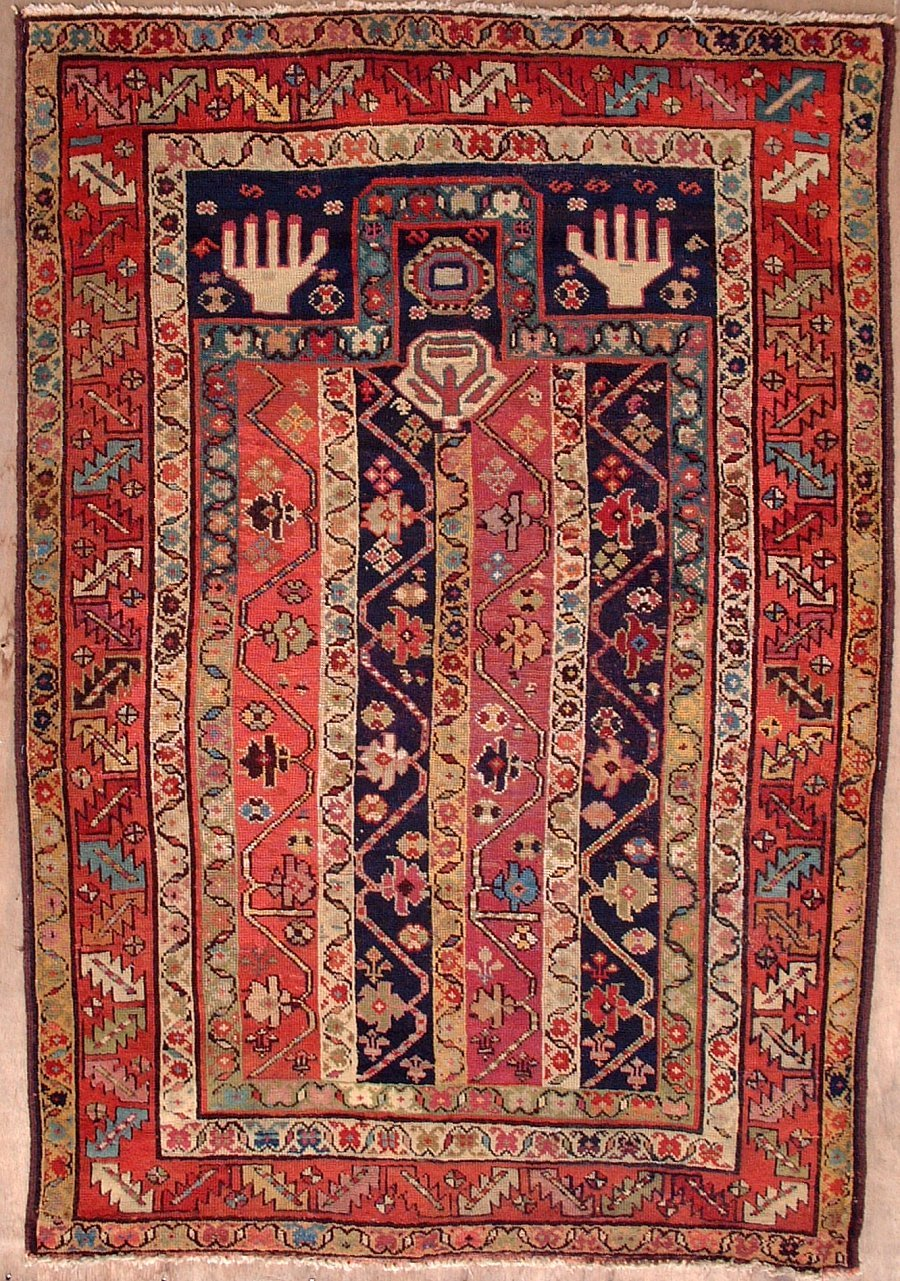
شیروان فرش نماز
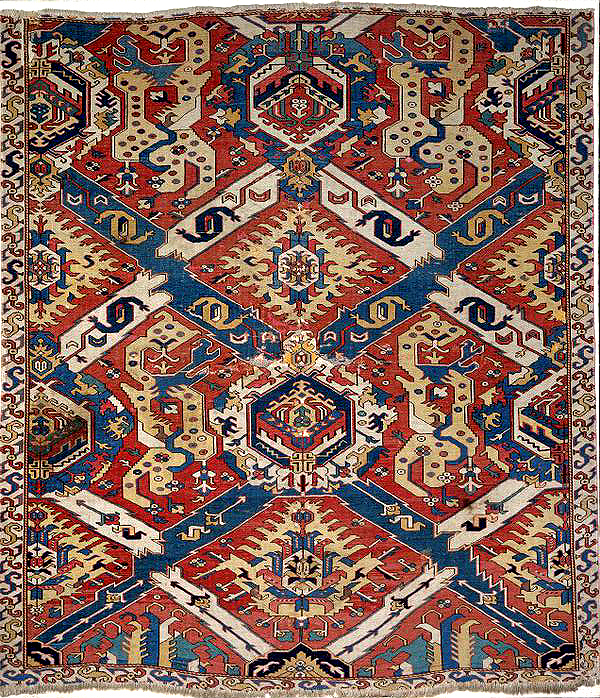
آذربایجان اژدها فرش با صلیب‌های شکسته، ۱۷-قرن ۱۸ قره باغ کوهستانی بین 212 x ۱۸۴ سانتی متر T84-1909
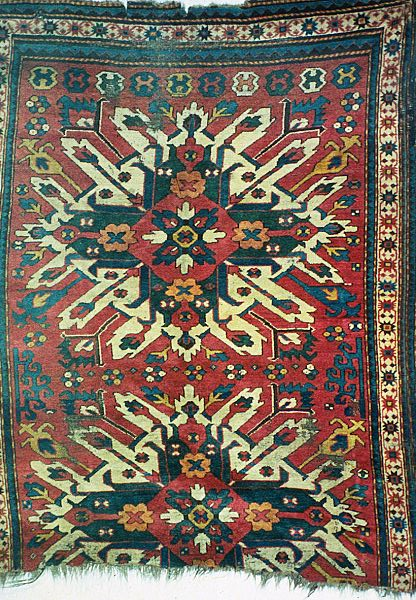
ارمنستان "عقاب" یا "sunburst" فرش
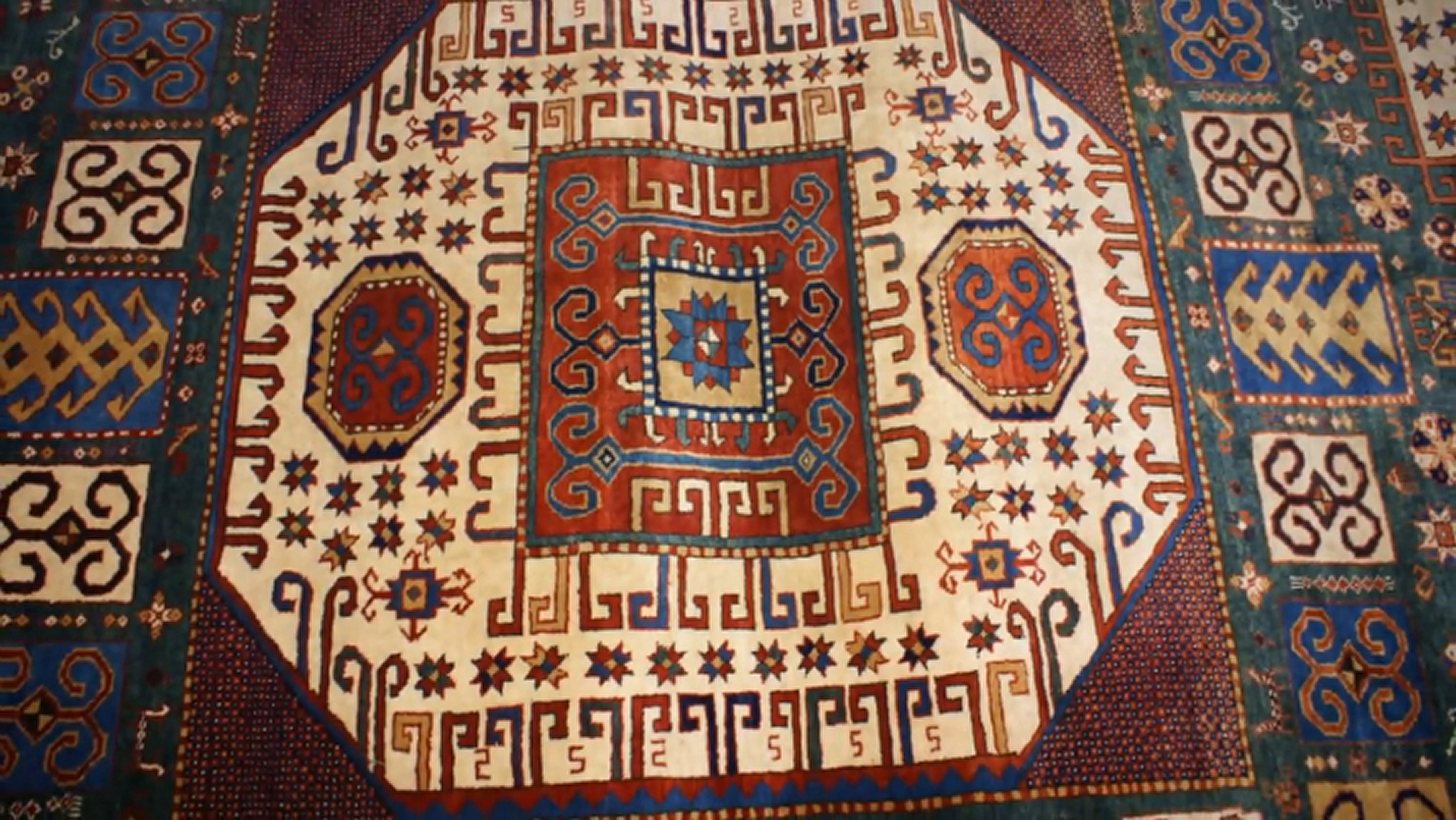
سنتی شمع فرش شیروان

### فرش ترکمن

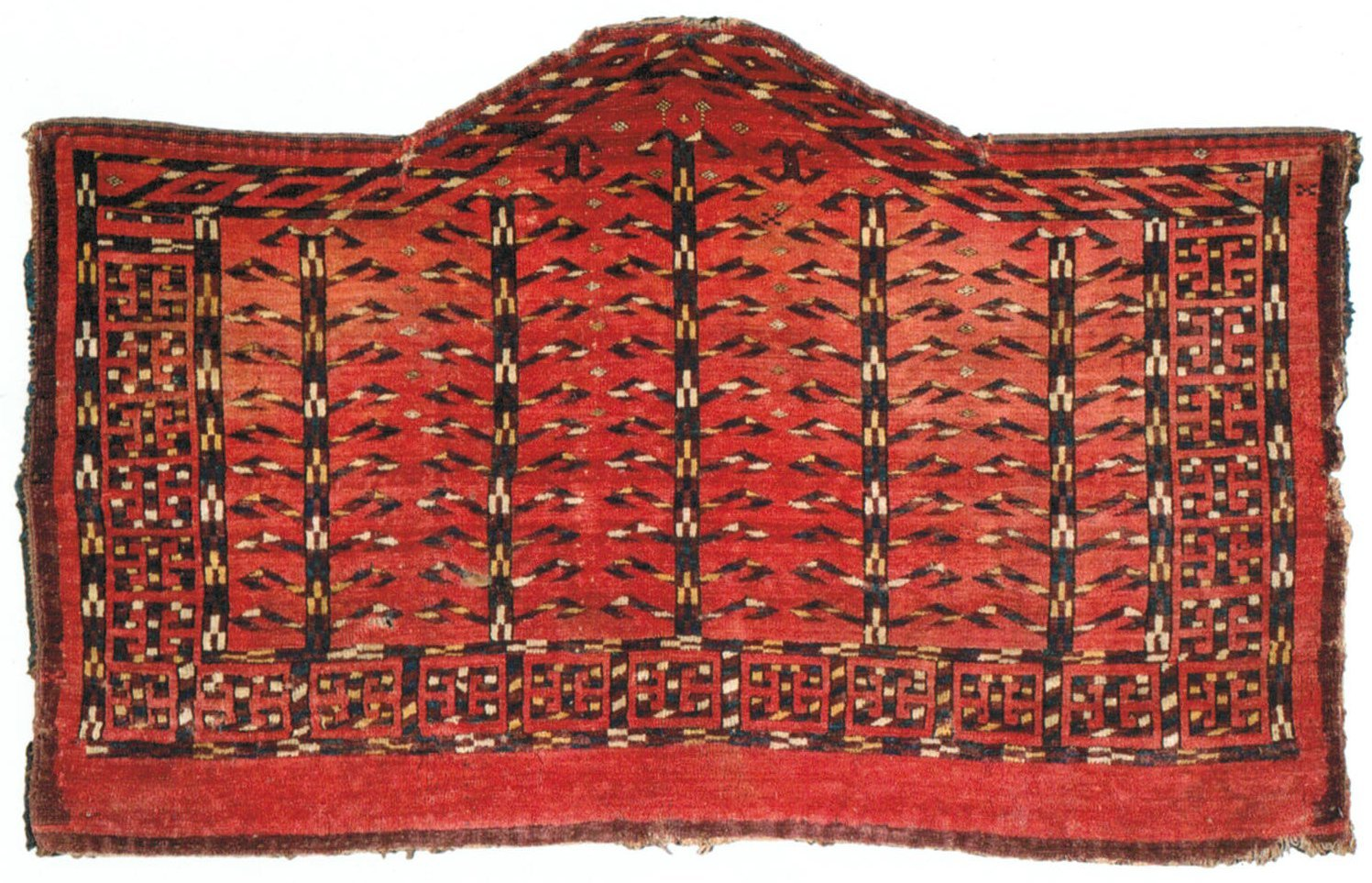
"پنج درخت" Yomud شتر پوشش (Asmalyk), ترکمنستان، ۱۸-قرن ۱۹ و 75 x ۱۲۴ سانتی متر
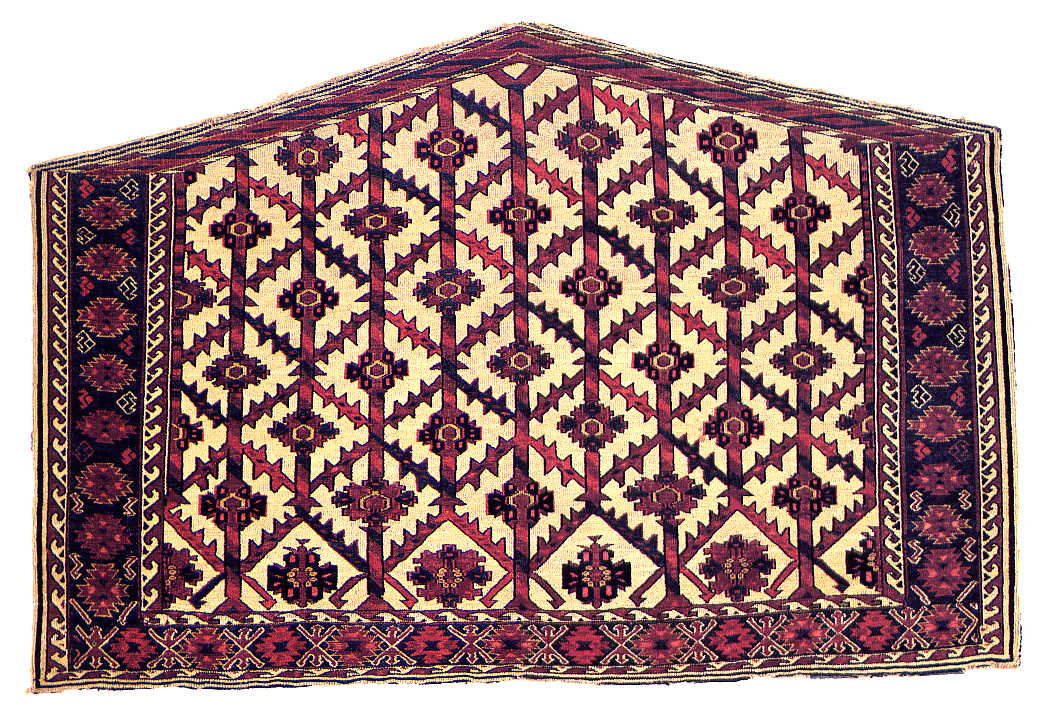
Yomud asmalyk
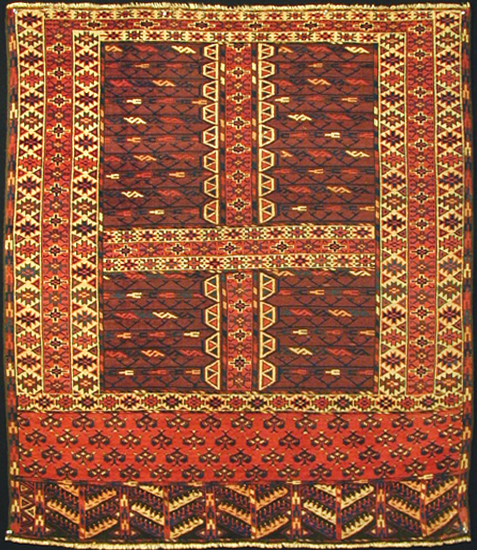
Yomud چادر پوشش درب (ensi)
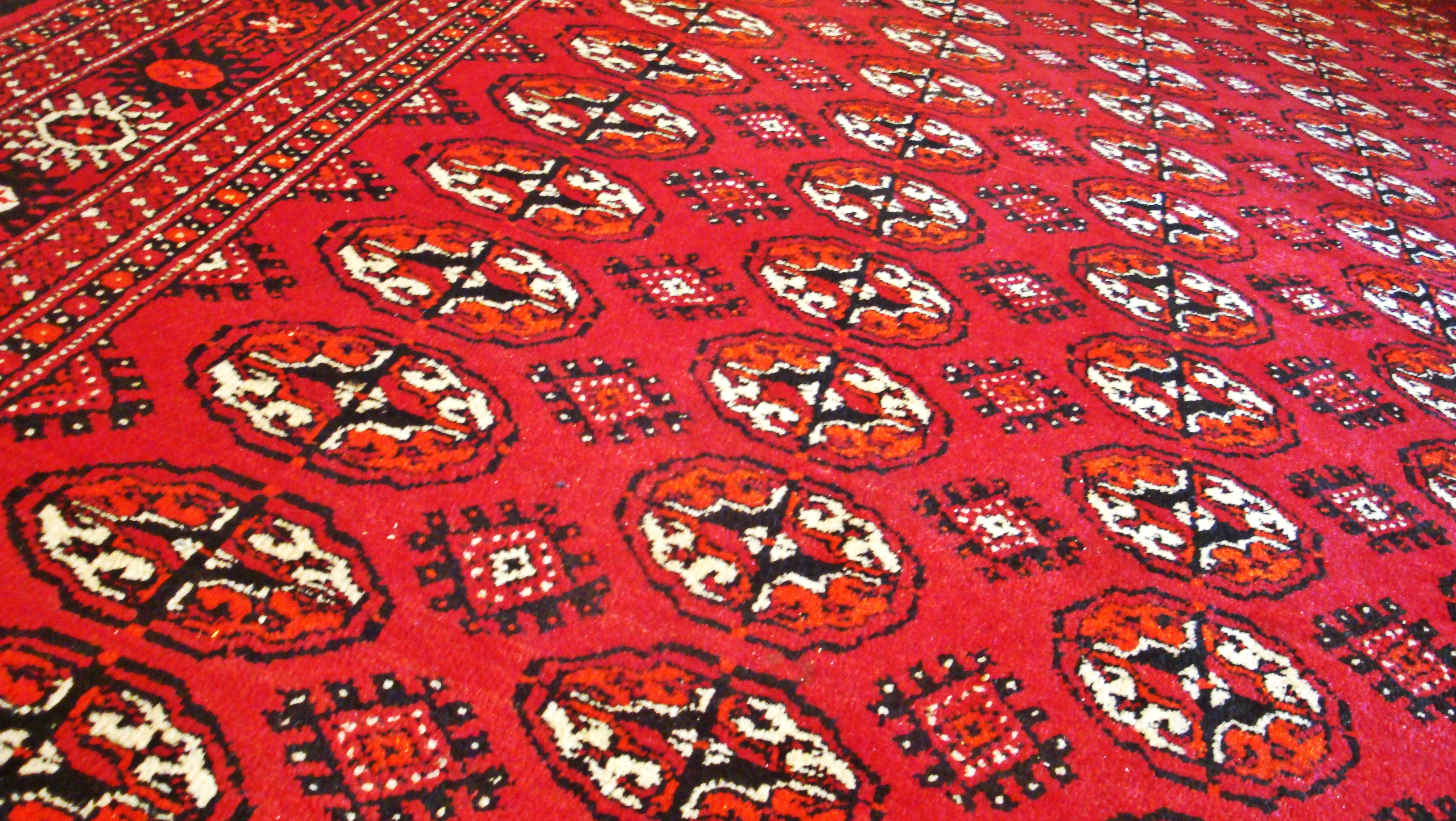
"بخاراً اصلی فرش (Halı) اندازه با ترکمنستان طراحی
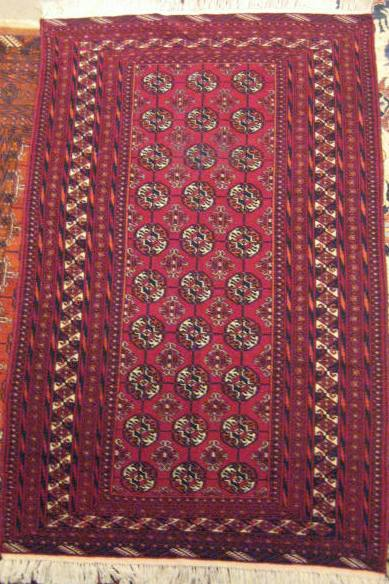
"بخاراً اصلی فرش (Halı) اندازه با ترکمنستان طراحی
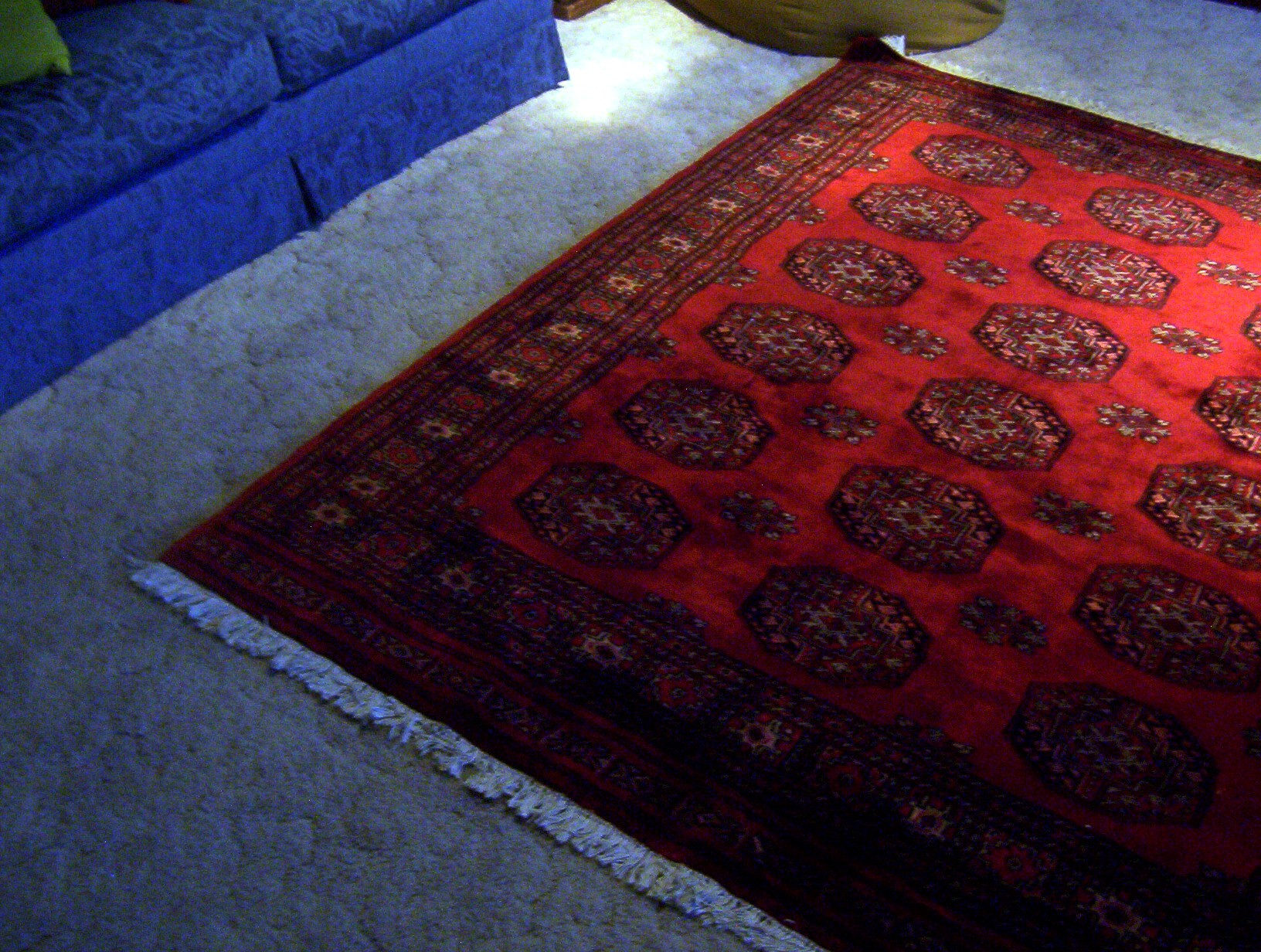
یک فرش ترکمن در یک خانواده تنظیم

### فرش هند

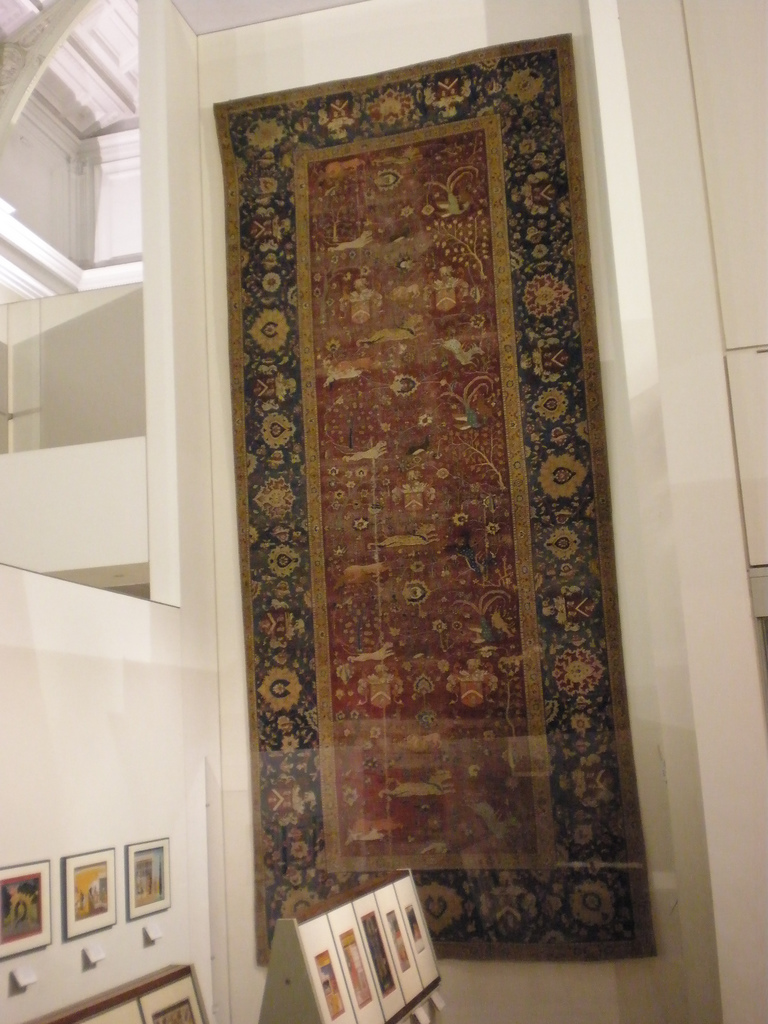
مغول فرش با inwoven Fremlin خانواده تاج موزه ویکتوریا و آلبرت
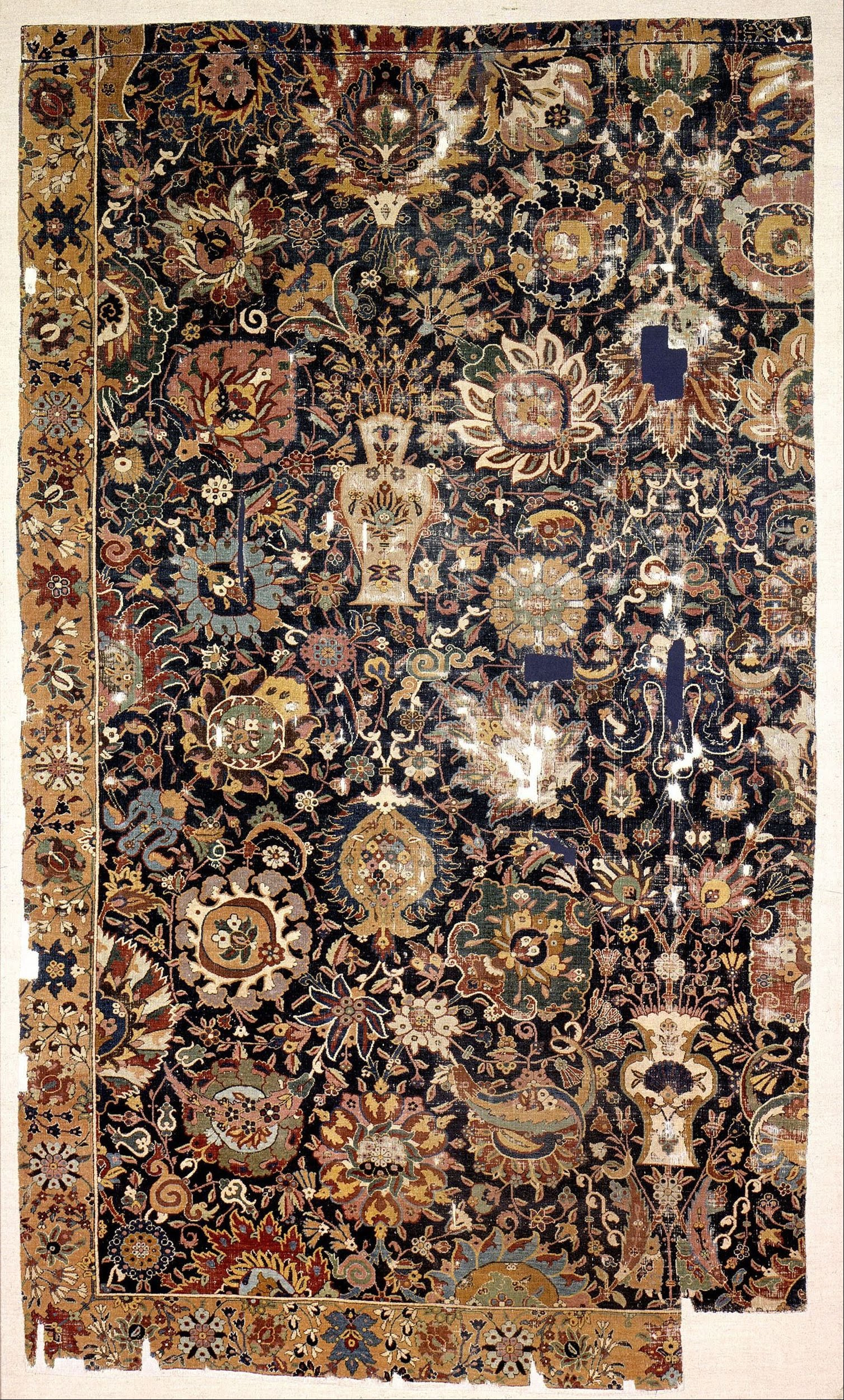
مغول فرش با گلدان
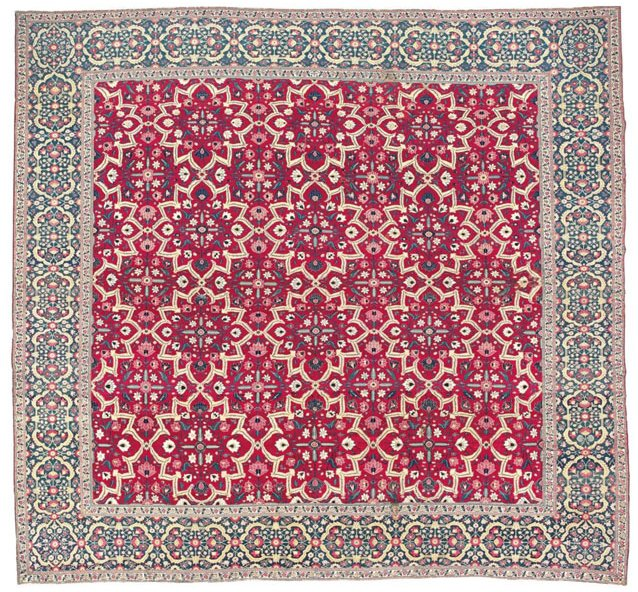
Millefleur 'Star-شبکه' فرش‌های ۱۷ و اوایل قرن ۱۸ مغول هند
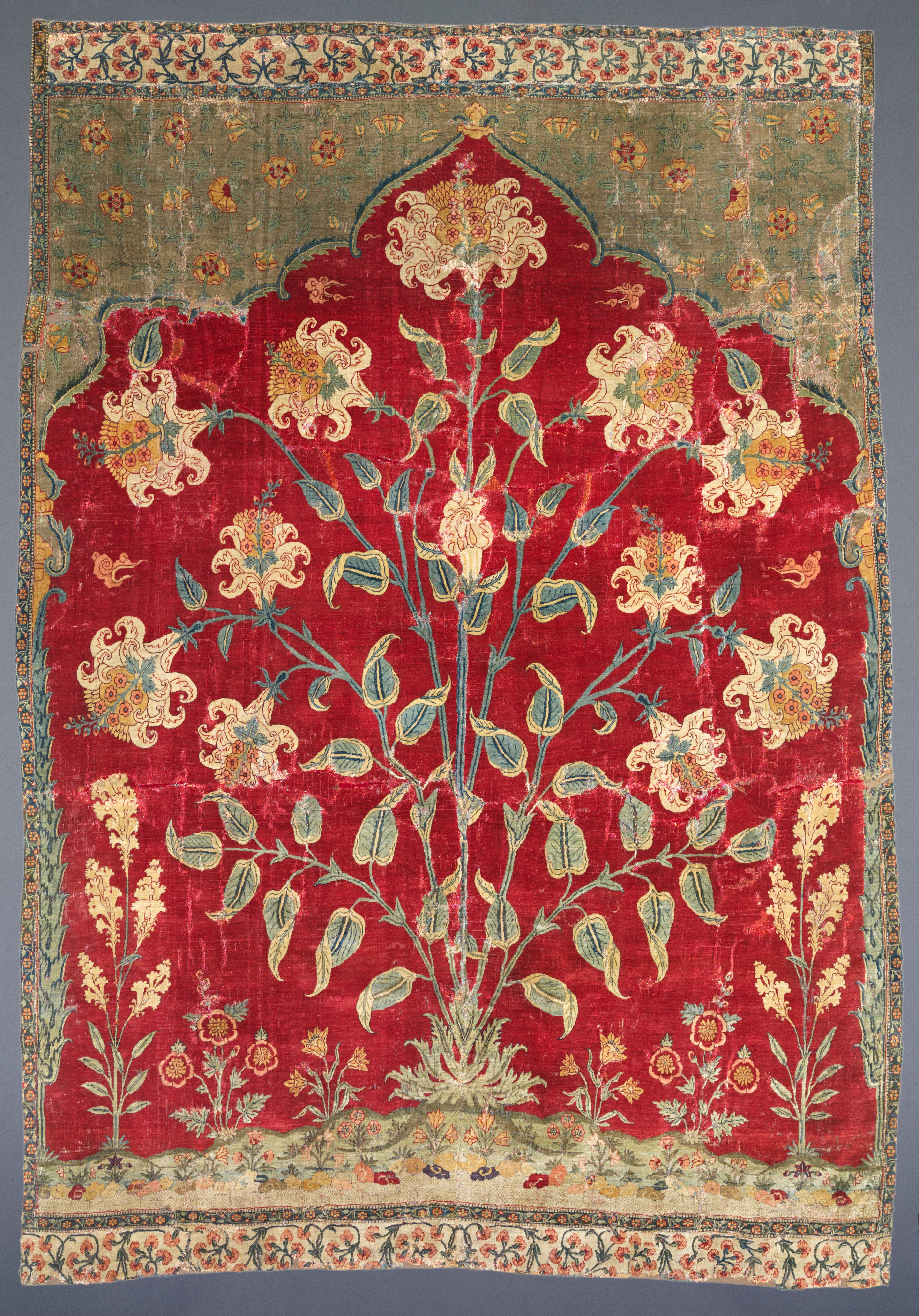
ناشناخته هند - قطعه از یک Saf فرش
ناشناخته و هند قرن 17 - Kevorkian حیدرآباد فرش

### فرش‌های چینی

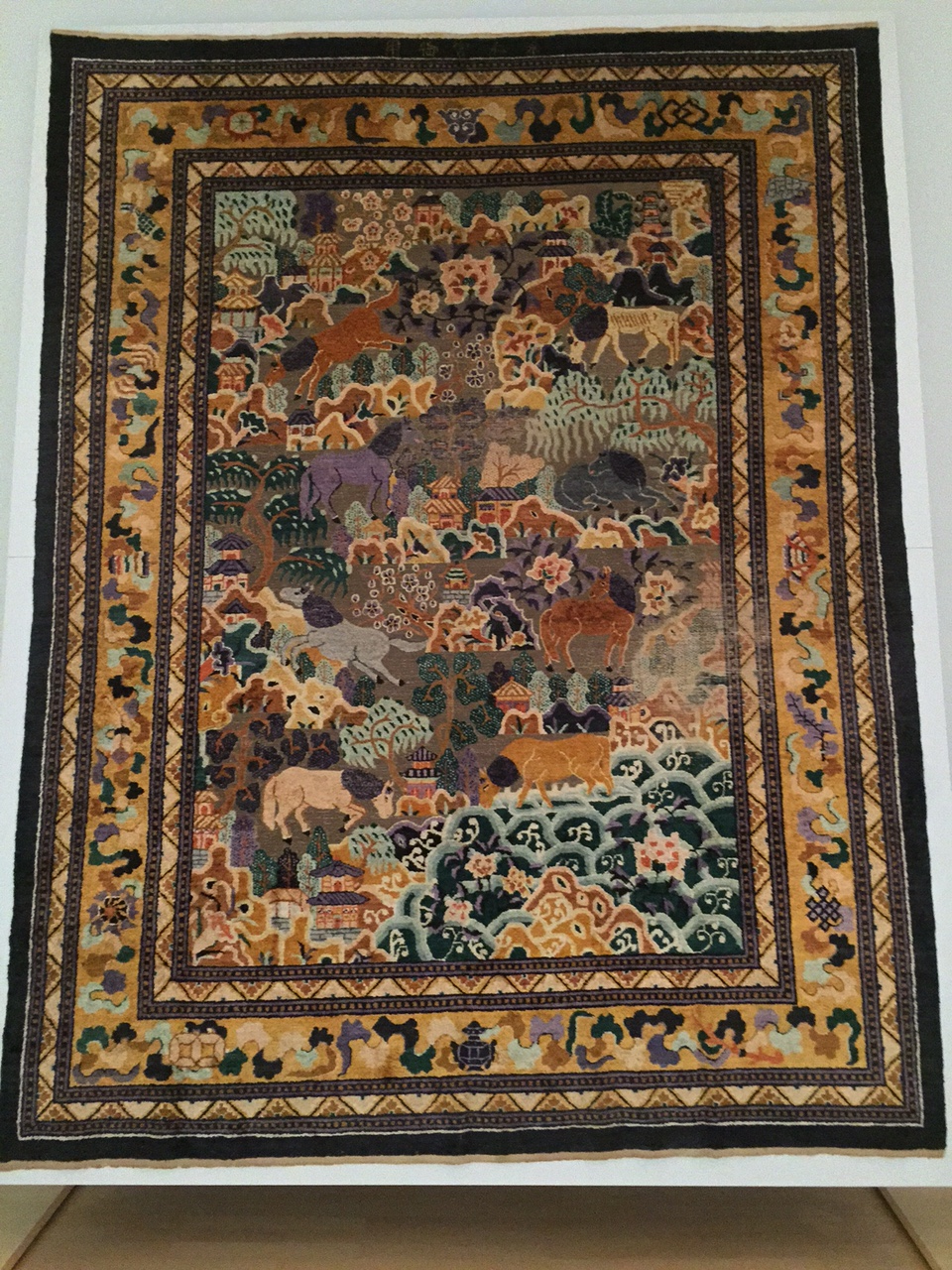
امپریال فرش چینی به تصویر می‌کشد "هشت اسب شاه Mu". چین قرن 19, Museum für Kunst und Gewerbe
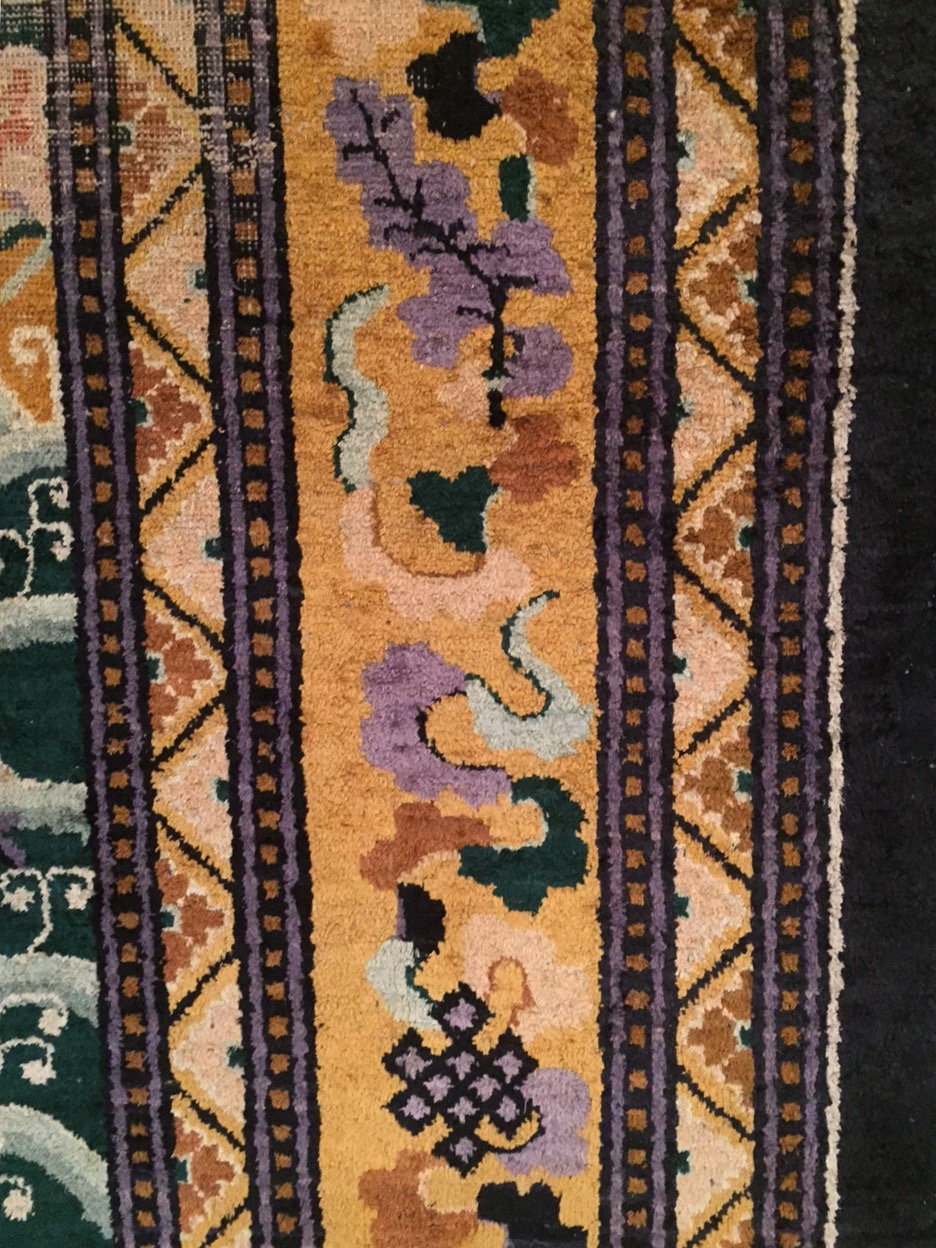
جزئیات (مرز) از یک امپراتوری چینی، فرش قرن 19 Museum für Kunst und Gewerbe